# Weinbau

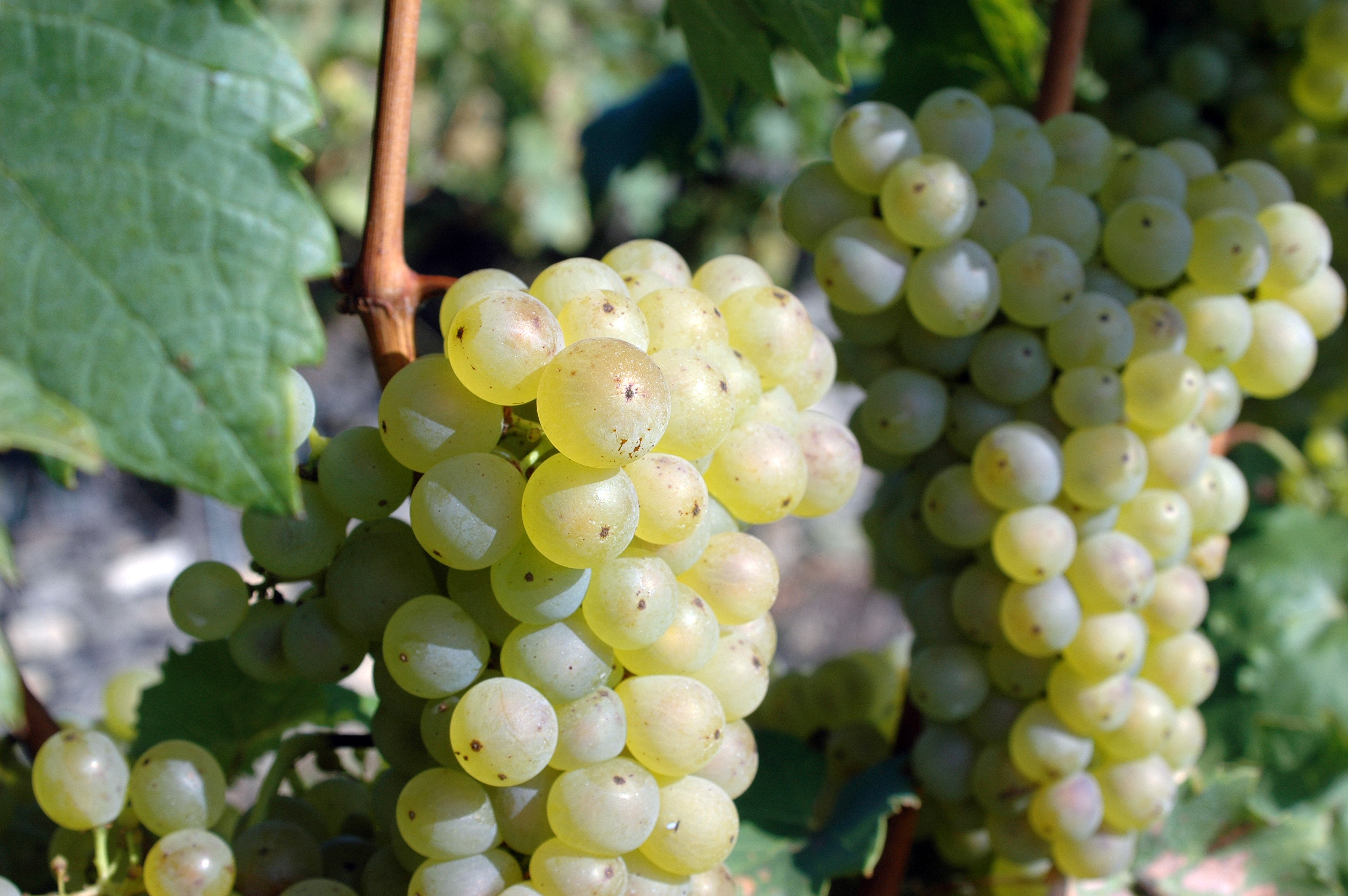
Trauben der weißen Rebsorte Riesling

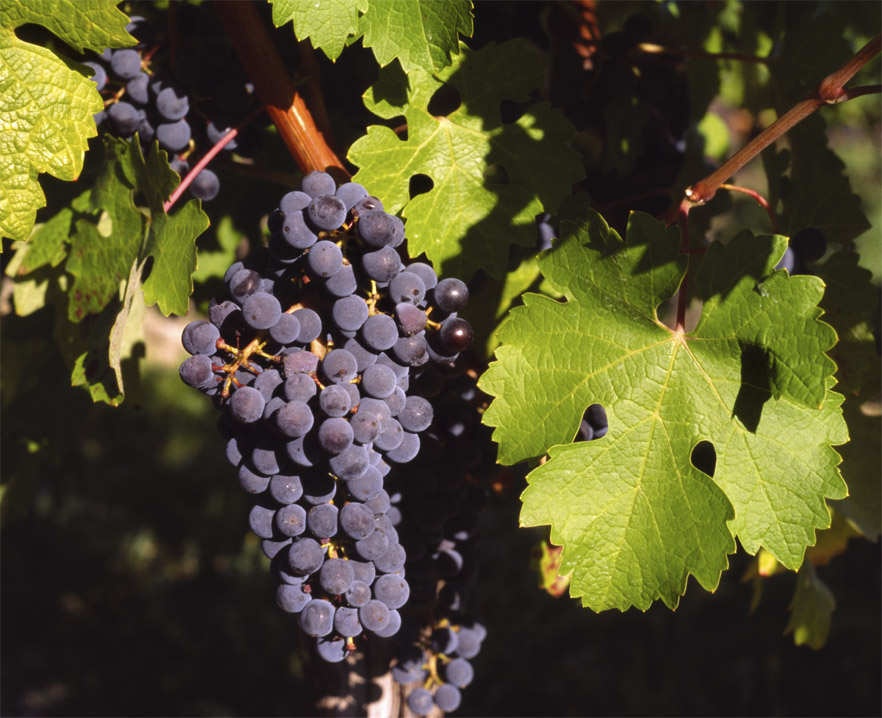
Traube und Blatt der roten Rebsorte Cabernet Sauvignon

Weinbau, Weinanbau oder Rebbau (Schweiz) werden in Weinbaugebieten synonym verwendet. Die Begriffe bezeichnen die Kultivierung (auch die Wissenschaft) von Reben zum Zwecke der Gewinnung von Trauben, um daraus Wein herzustellen. Der Weinbau wird vom Winzer (auch als Weinhauer, Weinbauer oder Weingärtner bezeichnet) betrieben. Die Herstellung des Weines erfolgt im Keller (Weinkellereien, Winzereien). Alle Arbeiten und Einrichtungen, die für die Herstellung des Weines erforderlich sind, werden in der Kellerwirtschaft behandelt. Sie wird auch als Önologie bezeichnet.
Der Weinbau beinhaltet die Geschichte, die Verbreitung und wirtschaftliche Bedeutung der Rebe, die Organe des Rebstockes, die Rebsorten und Rebenzüchtung, Rebenvermehrung, Neuanlage, Pflanzung, Pflegemaßnahmen (Rebschnitt, Erziehung, Bodenpflege und Düngung) und den Pflanzenschutz (Nützlinge, Krankheiten, Schädlinge, Sonstige Schädigungen), Produktionsmethoden im Weinbau, Ausbildungsmöglichkeiten.

## Geschichte

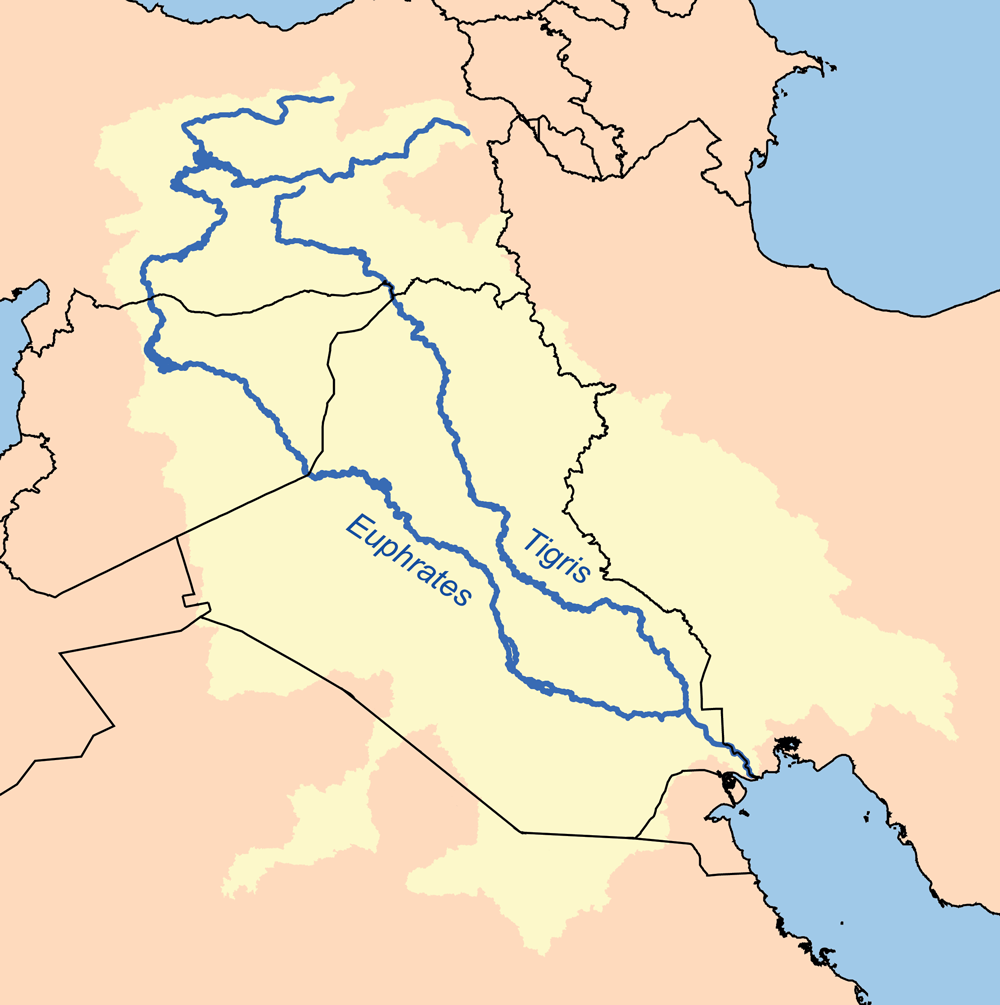
Karte der Flüsse Euphrat und Tigris

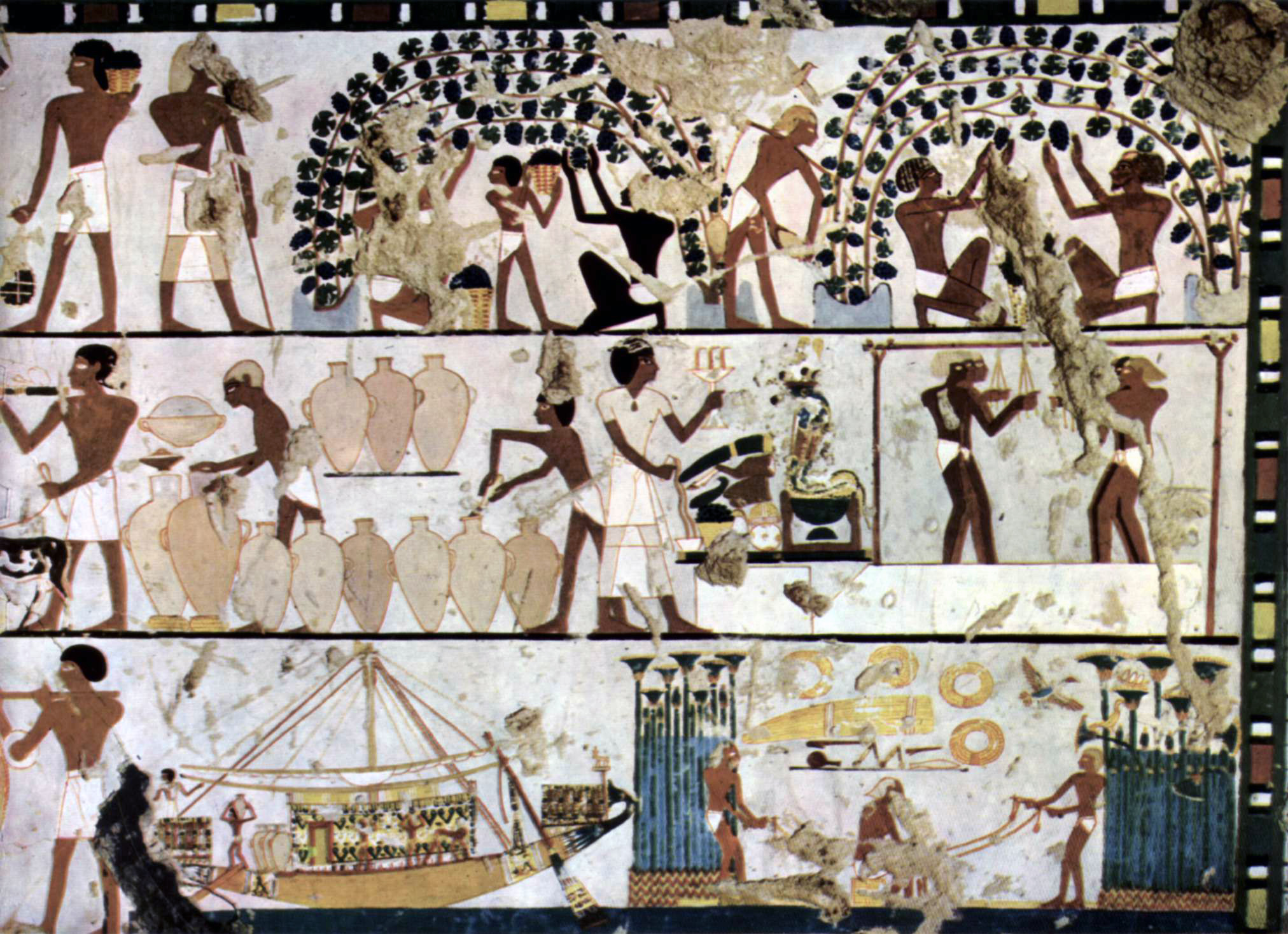
Weinbau im alten Ägypten

Die weiten Gebiete südlich des Kaspischen Meeres und des Zwischenstromlandes (Euphrat, Tigris) bis zum Persischen Golf gelten als Entstehungszentren der Weinrebe (Kulturrebe – Vitis vinifera) und des Weinbaus. Schon 5000 v. Chr. lässt sich im Südkaukasus (heute Georgien), sowie in der vorderasiatischen Landschaft Sumer (heute südlicher Irak) erstmals der Anbau von Weinreben durch Menschenhand nachweisen. Der Weinbau breitete sich von dort im gesamten Nahen Osten aus, und etwa 1700 v. Chr. kultivierten auf Kreta die Minoer Edelreben. Griechische Kolonisten dürften im 7./6. Jh. v. Chr. erstmals Rebstöcke nach Gallien (Massalia → Marseille) gebracht haben.
Im September 2008 barg ein Team aus armenischen, irischen und US-amerikanischen Archäologen in einer Höhle, Areni 1, auch „Vogelhöhle“ genannt, Tontöpfe und eine Weinpresse. Auf etwa 4000 v. Chr. schätzen Archäologen der University of California die Weinpresse. Die Presse, mit der Weintrauben der heutigen Gattung Vitis vinifera verarbeitet wurden, und die dazugehörenden Tonkrüge zeigen, dass sich die Weinproduktion bereits in einem gut entwickelten Stadium befunden haben muss.

## Verbreitung und Bedeutung
Die Rebe stellt bestimmte Klimaansprüche und gedeiht in der gemäßigten Klimazone. Auf der nördlichen Halbkugel liegt die Anbauzone etwa zwischen dem 30. (20-°C-Isotherme) und 50. Breitengrad (10-°C-Isotherme). Auf der südlichen Halbkugel der Erde liegt die Anbauzone zwischen dem 30. und 40. Breitengrad. Reben gedeihen von sehr heißen (Südkalifornien) bis zu kühlen (England, Luxemburg), von sehr feuchten bis zu sehr trockenen Anbaugebieten (Central Valley in Kalifornien). Reben werden auf steilen Hängen (Moseltal, Wachau, Douro-Tal, Ahrtal, Ruwer) und auf ebenen Flächen kultiviert. Die Kultivierung ist in den verschiedenen Gebieten sehr unterschiedlich (Handarbeit, Maschineneinsatz). Auch die Bepflanzungsdichte variiert von 10.000 Reben/ha (Bordeaux, Champagne) bis 600 Reben/ha (Vinho-Verde-Region in Portugal). Die nördlichsten Weinbaubetriebe finden sich auf Gotland sowie in der Nähe des Kernkraftwerkes Olkiluoto, wobei Letzterer mit Abwärme des Kernkraftwerks beheizt wird.
Der Weinbau ist eine der ältesten spezialisierten Agrarkulturen. Der Anbau der Rebe prägt die Landschaft und die Wirtschaft ganzer Gebiete. Umgekehrt spiegeln die Landschaft, der Boden mit seiner Mineralität und die klimatischen Bedingungen sich im Wein wider, was der Franzose mit dem weit gefassten Begriff „Terroir“ für die Standortbedingungen umschreibt. Heute besinnt man sich auf die Natur und die natürlichen Lebensgrundlagen, aber auch auf Tradition und so kommt den Weinbaugebieten als Erholungsraum und dem Betrieb als Arbeitsstätte steigende Bedeutung zu. In den letzten drei Jahrzehnten hat sich die weltweite Weinbaufläche maßgeblich verändert. Eine massive Intensivierung des Weinanbaus erfolgte ab dem 20. Jahrhundert in den „neuen Weinbauländern“ (Kalifornien, Südafrika, Südamerika, Australien oder Neuseeland), dem Rückgänge in den klassischen Weinbauländern (Europa, Kaukasus und Mittelmeerraum) gegenüber stehen.

### Weltweinbauflächenentwicklung
In der Einleitung eines Berichtes der Internationalen Organisation für Rebe und Wein (OIV) steht (unter Nutzung von Tha für tausend Hektar):

„Nach dem starken Wachstum bis Ende der 70er Jahre waren die weltweit bestockten Rebflächen aufgrund der Förderungsmaßnahmen der Europäischen Union (EU) für Rodungen sowie der massiven Rodungen in der ehemaligen UdSSR rückläufig.
Dieser Rückgang hielt, wenn auch in geringerem Ausmaß, bis 1998 an. Zu diesem Zeitpunkt erreichten die weltweiten Rebflächen mit 7,6 Mha ihren tiefsten Stand seit 1950. Danach kam es im Zeitraum 1998–2002 zu einem Anstieg, der bis 2000 sogar als schnell einzustufen ist (zwischenjährliches Wachstum über 1,4 %) und die Rebflächen erreichten 7,9 Mha.
Die 2007 verzeichneten Ergebnisse lassen darauf schließen, dass es nach diesen Jahren des Aufschwungs wieder zu einer Abnahme der weltweiten Rebflächen kommt.
Gründe für die nach 2003 beobachtete Entwicklung:
- Die Bilanz der Pflanzungen und Rodungen ist in den Ländern der Südhemisphäre und in den Vereinigten Staaten (USA) noch insgesamt positiv: (ca. +50 Tha zwischen 2003 und 2007 gegenüber +170 Tha zwischen 1998 und 2002).
- Trotz der Einschränkung des Anwendungsbereiches der gemeinschaftlichen Regelung zur Finanzierung der endgültigen Aufgabe von Rebflächen (ab Wirtschaftsjahr 1996/97) sowie der Wiedereinführung von Neupflanzungsrechten ab 1999 sind die europäischen Rebflächen (einschl. MOEL und ehemalige UdSSR) erneut rückläufig, was zu einer Abnahme der Rebflächen von 170 Tha zwischen 2003 und 2007 führt.
- Das deutlich verlangsamte Wachstum der chinesischen Rebflächen (ca. +18 Tha zwischen 2003 und 2007 gegenüber ca. +227 Tha zwischen 1998 und 2002) vermag den Rückgang der türkischen Rebflächen (in der Größenordnung: −49 Tha zwischen 2003 und 2007 gegenüber −12 Tha zwischen 1998 und 2002) nicht aufzufangen. Trotz des vermutlichen Anstiegs der Rebflächen im Iran wird der Rückgang der asiatischen Rebflächen im Zeitraum 2003–2007 rund 20 Tha betragen.
- Somit betragen die weltweiten Rebflächen 2007 insgesamt 7 792 Tha, d. h. die Gesamtfläche liegt zwischen der von 1999 (7 726 Tha) und von 2000 (7 854 Tha). Im Absolutwert ausgedrückt ist dieser Rückgang gegenüber 2006 eher deutlich (−26 Tha), im Prozentwert jedoch begrenzt: −0,3 %. Gegenüber 2003 beträgt der Rückgang insgesamt 124 Tha, was im Durchschnitt einen jährlichen Rückgang von 31 Tha ergibt (im Vergleich zum durchschnittlichen jährlichen Wachstum für den Zeitraum 1998–2002 von 66 Tha).“

Umfangreiche Statistiken über die Entwicklung der Weinbaufläche und der Weltweinwirtschaft gibt der regelmäßig erscheinende OIV Jahresbericht „Statistical report on world vitiviniculture“. Im Einzelnen sind dies folgende Mitteilungen:
- Weinbauflächen der Länder der Welt. Situation und Statistik des Weinbaues weltweit. * Gemäß OIV betragen die weltweiten Rebflächen 2023 insgesamt 7 200 Tha.[4]
- Pressemitteilung der OIV über die weltweite Lage des Weinbaues.
- die Weltweinstatistik

| Erzeuger- land | Pro- duk- tion (1000 hl) | Anbau- fläche (ha) |
| -------------- | ------------------------ | ------------------ |
| Welt gesamt    | 261.737                  | 7.327.311          |
| Italien        | 50.232                   | 718.457            |
| Frankreich     | 37.648                   | 797.600            |
| Spanien        | 35.000                   | 964.226            |
| USA            | 24.070                   | 393.274            |
| Australien     | 14.820                   | 146.244            |
| Chile          | 13.436                   | 209.625            |
| Argentinien    | 12.482                   | 211.099            |
| Südafrika      | 10.826                   | 125.586            |
| Deutschland    | 8.744                    | 103.421            |
| Portugal       | 7.359                    | 194.268            |
| China          | 5.908                    | 782.600            |
| Russland       | 4.522                    | 97.500             |
| Rumänien       | 4.451                    | 188.891            |
| Brasilien      | 3.600                    | 80.605             |
| Neuseeland     | 2.664                    | 40.720             |
| Ungarn         | 2.590                    | 64.470             |
| Österreich     | 2.460                    | 46.000             |
| Griechenland   | 2.416                    | 109.489            |
| Georgien       | 2.100                    | 49.450             |
| Moldau         | 1.430                    | 138.000            |

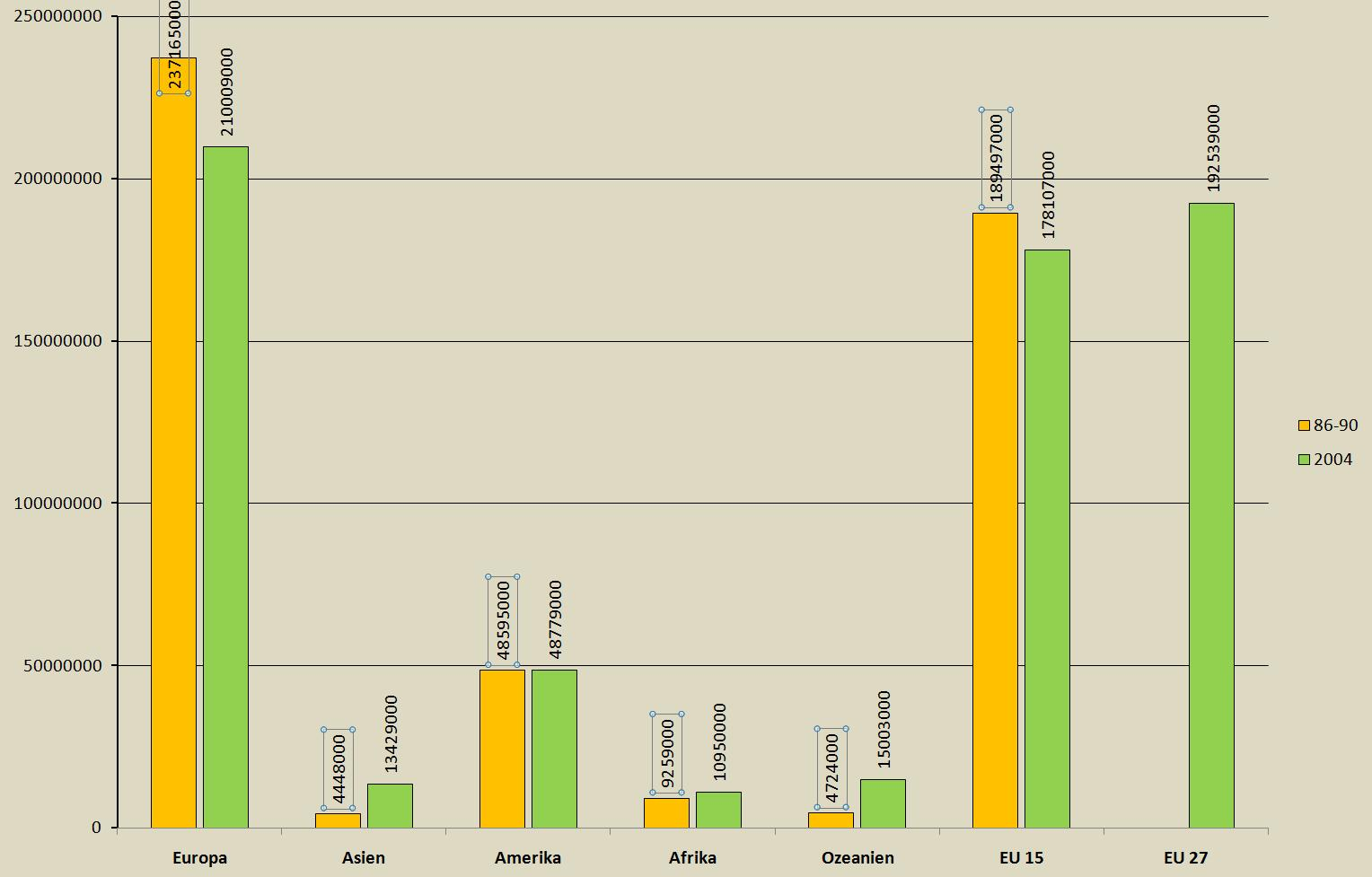
Entwicklung und Verteilung der Weinernte auf der Welt

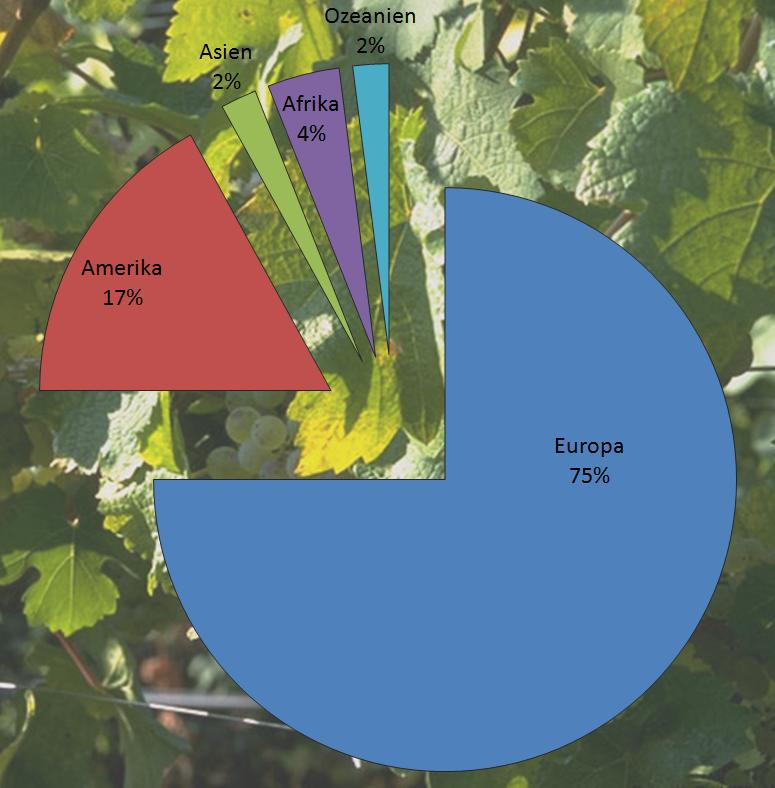
Verteilung der Weinbaufläche auf die Kontinente Stand 2009

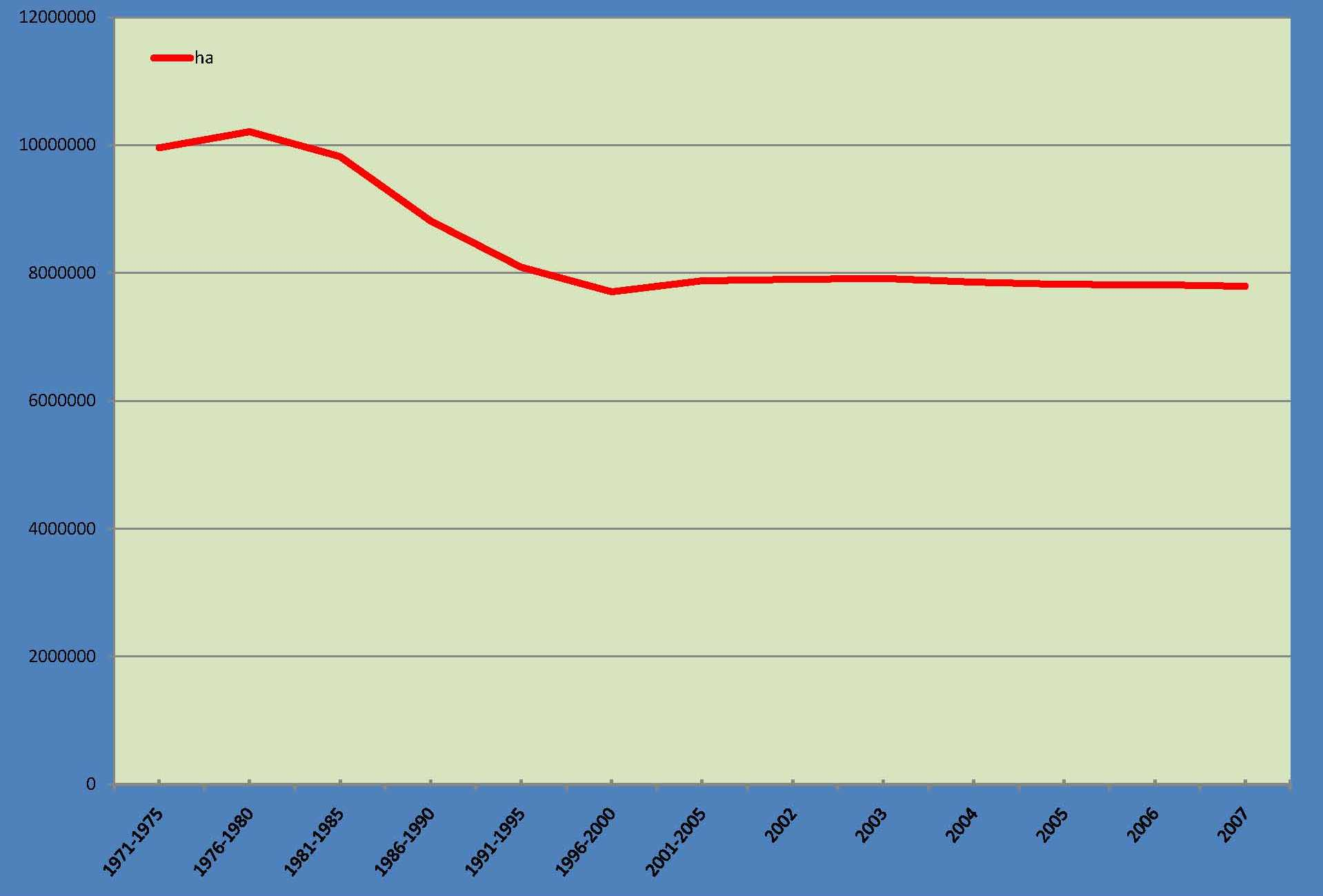
Entwicklung der Weltweinbaufläche in Millionen ha 1971–2007

Laut der Rebflächenstatistik 2019 des statistischen Bundesamtes waren 67 % der Rebflächen in Deutschland mit Weißweinreben bestockt, 33 % mit Rotweinreben.

### Wirtschaftliche Bedeutung
Die jahrtausendealte Tradition des Weinbaues hat es mit sich gebracht, dass der Weinbau und der Wein für die Bevölkerung eines Gebietes ein Teil der Lebensart ist und dazugehört. Weinkultur ist zu allen Zeiten Ausdruck der Lebensfreude und Lebenskultur gewesen. Beziehungen zwischen Reben und Wein einerseits, Landschaft und Kultur des Menschen andererseits sind vielfältig und haben einander beeinflusst. Bildende Kunst, Dichtung, Brauchtum und Religion haben Rebe und Wein zu allen Zeiten geehrt und gepriesen. Wein verkörpert ein Stück abendländischer Kulturgeschichte. Der Weinbau ist eine der ältesten Kulturen. Die Weingärten prägen die Landschaft und die Wirtschaft ganzer Länder und geben die Voraussetzung für touristische Nutzung.
In den letzten 2000 Jahren ist auch der Weinbau durch die sehr wechselvolle wirtschaftliche Entwicklung geprägt. Schon sehr früh versuchten die Römer, die Produktion zu beeinflussen. Domitian gab den Befehl, die Hälfte der Weingärten im Römischen Reich außerhalb Italiens zu roden, um dem Verfall des italienischen Weinpreises entgegenzuwirken. Mit Beginn des Industriezeitalters wurde dem Weinbau in Europa durch die Einschleppung der Reblaus und der Pilzkrankheiten Peronospora (Falscher Mehltau) und Oidium (Echter Mehltau) gewaltiger wirtschaftlicher Schaden zugefügt. Erst nach Ende des Zweiten Weltkrieges erholte sich die gesamte Weltwirtschaft und damit der Weinbau.
Die Mechanisierung erleichterte und verbilligte die Traubenproduktion und viele wissenschaftliche Erkenntnisse führten zum Einsatz von verschiedenen Agrochemikalien. Das führte nicht nur zu einer Qualitätsanhebung, sondern sicherte die Produktion. Der weltweit höchste Weinverbrauch lag in den Jahren 1976 bis 1980 in der Zeit einer großen weltweiten wirtschaftlichen Expansion. Bis 1990 sank die Produktion und stieg anschließend wieder an. Besonders in Europa stieg aber der Überschuss an Wein deutlich an. Der Hauptgrund für den Rückgang des Konsums und des zunehmenden Überschusses war der Rückgang des Pro-Kopf-Verbrauches in den wichtigsten Weinerzeugerländern von Frankreich und Italien. Sehr hohe Weinernten in den Jahren 1982 und 1983 taten das Ihrige noch hinzu.
Europa verfügt über ungefähr 2/3 der Weltweinbaufläche. Asiatische und nordafrikanische Staaten verfügen auch über beachtliche Rebflächen, aber aus religiösen und kulturellen Gründen hat dort die Weinerzeugung deutlich geringere Bedeutung. Dort steht die Erzeugung von Rosinen und Tafeltrauben im Vordergrund. Der Konsum von Wein in den Ländern der Erde ist sehr unterschiedlich. Wein ist vorwiegend in den Ländern des christlich-europäischen Kulturkreises von Bedeutung. Der Pro-Kopf-Verbrauch hängt stark vom Einkommen der Bevölkerung ab. Besonders in den Mittelmeerländern zählt Wein traditionell zum täglichen Leben. Seit den 1960er Jahren ist ein Rückgang des Weinkonsums festzustellen. Trotz Verbrauchszunahme in anderen Industriestaaten von Nord- und Westeuropa sowie Nordamerika, Japan und anderen asiatischen Ländern konnte der weltweite Konsumrückgang nicht ausgeglichen werden, sodass es zu einem Rückgang der weltweiten Anbaufläche mit Reben gekommen ist.

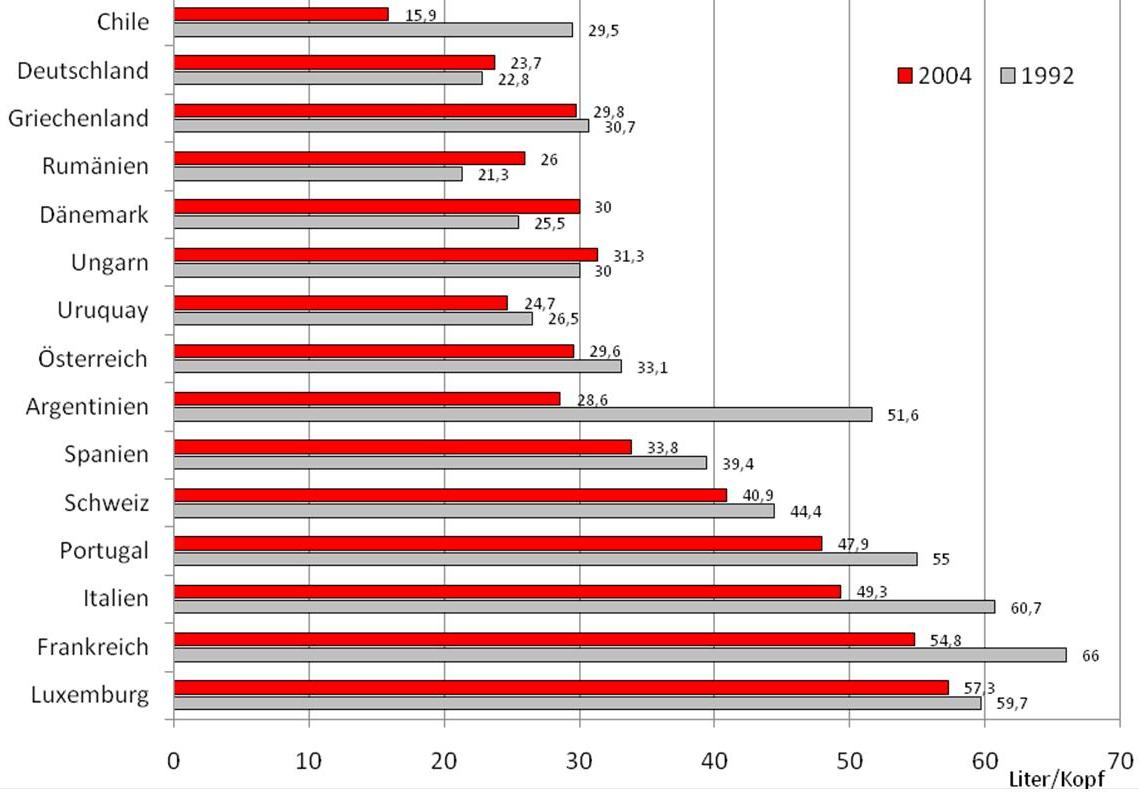
Veränderung des Pro-Kopf-Verbrauches an Wein in einigen Ländern 1992–2004, Quelle OIV 2004

### Flächen pro Rebsorte
Die gesamte Anbaufläche für Weinreben betrug 2016 etwa 4,2 Millionen Hektar. Die 20 Rebsorten, die weltweit die größten Rebflächen belegten (Stand 2016) machten zusammen ca. 58,3 % der Gesamtfläche weltweit im Weinbau aus.
| Rebsorte             | Rebfläche ha 2016 |
| -------------------- | ----------------- |
| Cabernet Sauvignon   | 310.671           |
| Merlot               | 266.440           |
| Tempranillo          | 219.379           |
| Airén                | 203.801           |
| Chardonnay           | 201.649           |
| Syrah                | 181.185           |
| Grenache             | 150.096           |
| Sauvignon Blanc      | 124.700           |
| Trebbiano Toscano    | 120.343           |
| Pinot Noir           | 105.480           |
| Sangiovese           | 73.464            |
| Riesling             | 73.464            |
| Bobal                | 59.189            |
| Cabernet Franc       | 56.052            |
| Côt                  | 52.233            |
| Monastrel            | 51.930            |
| Rkatsiteli           | 51.374            |
| Pinot Gris           | 48.570            |
| Mazuelo              | 47.312            |
| Macabeo              | 38.625            |
| restliche Rebsorten  | 1.729.475         |
| Weltanbaufläche 2016 | 4.165.432         |

### Weinbaugebiete
Ein Weinbaugebiet (Weinbauflur (AT), Rebbauzone (CH)) ist eine geografische Region, in der Wein mit der Bezeichnung des Weinbaugebietes angebaut werden darf. In der Regel sind Weinbaugebiete historisch gewachsen, weil in bestimmten Regionen eines Landes Reben gedeihen und gute Traubenqualität regelmäßig erzeugt werden kann und in anderen nicht (ungenügende Traubenreife, häufige Winter- oder Spätfrostgefahr u. a.). Sie sind heute in den meisten Ländern gesetzlich festgelegte Gebiete (mit genau geregelter Bezeichnung). Diese Gebiete und deren Lagen sind vom Klima, der Lage und der Bodenbeschaffenheit geeignet der Rebe eine gute Entwicklung zu ermöglichen. Alle mit Reben bepflanzten Flächen sind in einem Weinbaukataster zu führen. Die Regelung für die Führung eines Weinbaukatasters besteht nicht in allen weinbaubetreibenden Ländern der Welt.

## Rebe

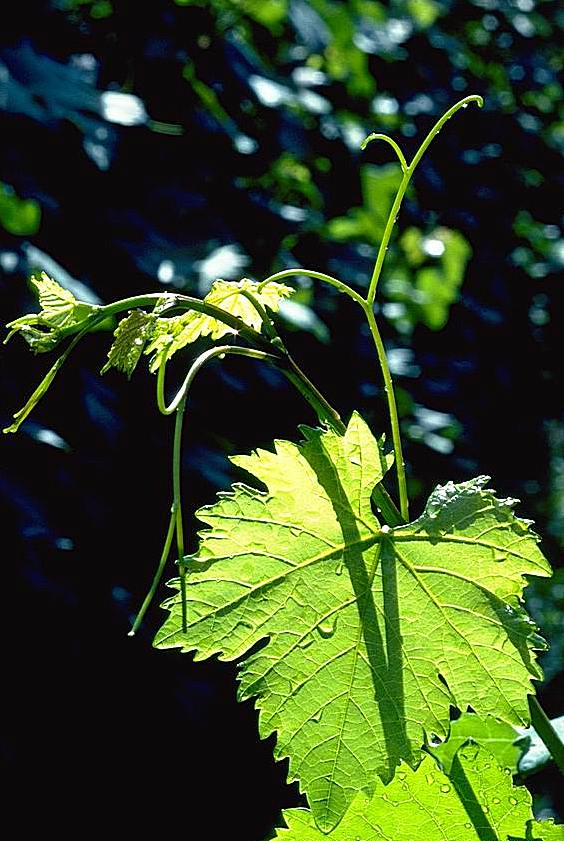
Triebspitze einer europäischen Rebe

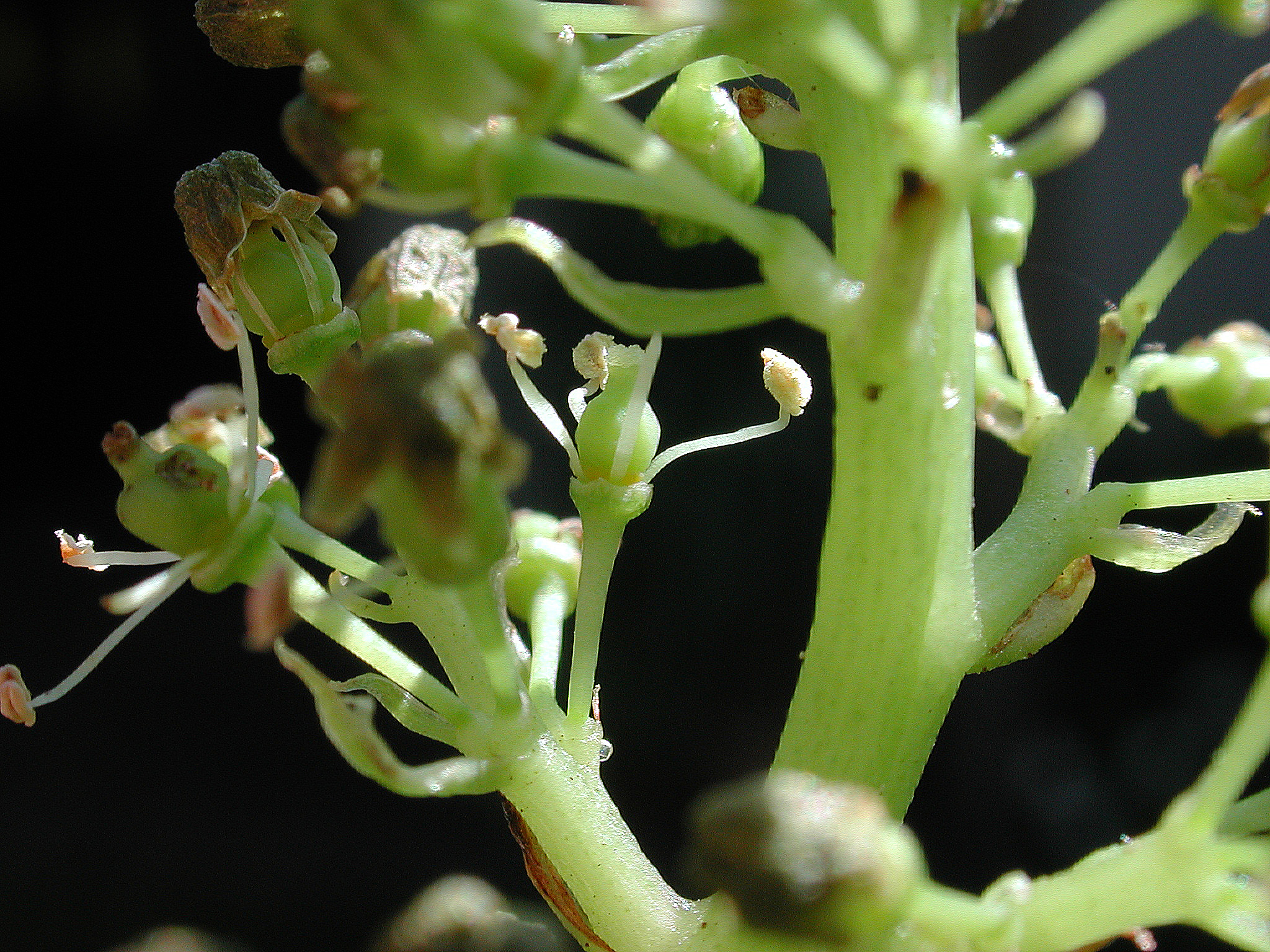
Nahaufnahme einzelner Rebblüten. Die Blütenorgane von Käppchen, Staubgefäßen und Fruchtknoten mit Narbe sind deutlich zu erkennen

Die Rebe ist eine der ältesten Kulturpflanzen. Mit zunehmender systematischer Nutzung sind durch die menschliche Nutzung und natürliche Kreuzungen (Zufallskreuzung) aus den Wildreben Kulturreben entstanden. Kulturreben sind ausgesuchte (Mutation, natürliche Kreuzung) Abkömmlinge der Wildrebe, die beginnend im 18. Jh. gezielt weitergezüchtet wurden. Schätzungen besagen, dass es heute weltweit rund 10.000 bis 25.000 Rebsorten geben soll. Davon hat aber nur ein geringer Anteil wirtschaftliche Bedeutung.
Die Weinrebe gehört botanisch zur Ordnung der Kreuzdorngewächse (Rhamnales). Eine Familie davon sind die Rebengewächse (Vitaceae).
Die Gattung Vitis ist in verschiedenen Wildformen über die ganze Welt verbreitet. Davon gibt es zwei Untergattungen, wovon die Untergattung Euvitis das Rebmaterial für den Ertragsweinbau liefert. Nordamerika hat derzeit die meisten bekannten, natürlich vorkommenden Arten.

## Organe des Rebstockes
Für die praktische Durchführung von Pflegemaßnahmen sind die Funktion und der Aufbau der Organe der Rebe Voraussetzung für eine richtige Pflege.
Die oberirdische Organe sind der Rebstock mit Stamm aus altem Holz und einjährigem Holz, aus den Knospen (Augen) sprießt der Trieb – daraus Spross, Blatt (Pflanze), Wasserschoss, Geschein, Rebblüte, Ranke, Triebspitze, daran Traube und Weinbeere. Die unterirdischen Organe des Rebstockes sind die Wurzeln.

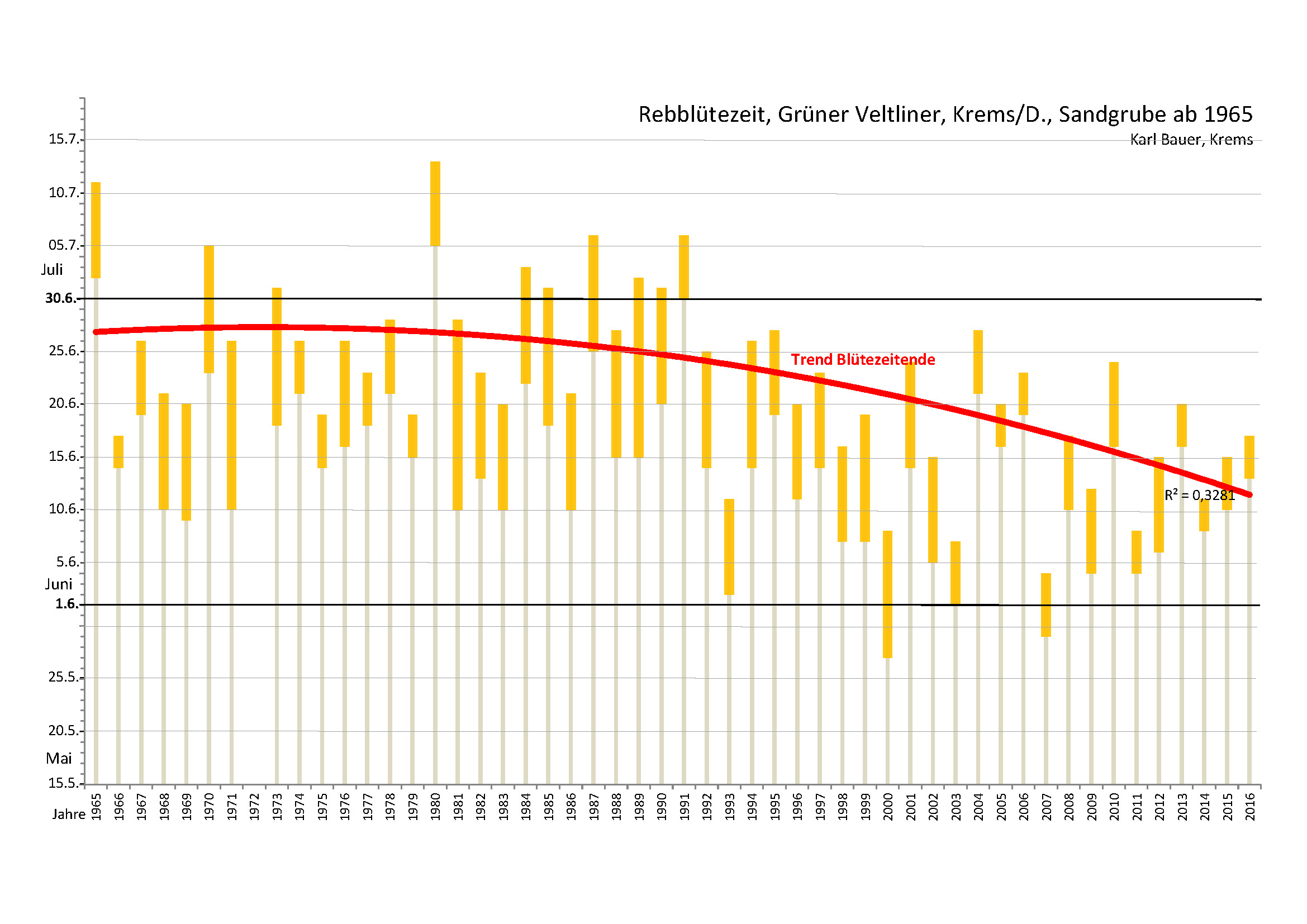
Verlauf der Rebblüte bei der Rebsorte Grüner Veltliner (Weinbauschule Krems, Sandgrube) ab 1965. Besonders in den letzten 15 Jahren hat sich die Rebblüte von früher durchschnittlich Mitte bis Ende Juni zum Monatsbeginn Juni verschoben.

## Rebsorten
In der European Vitis Database sind derzeit rund 16.800 Sorten eingetragen (12.431 Vitis vinifera L., 3.949 Vitis Interspecific Crossing, 529 andere Vitis Species). Es ist anzunehmen, dass noch einige Tausend Sorten weltweit vorhanden sind, aber noch nicht in die Datenbank eingegeben wurden.
Die Ampelographie, auch Ampelografie, deutsch Rebsortenkunde oder Rebenkunde, ist die Lehre von der Bestimmung und Beschreibung der Rebsorten sowie ihrer wissenschaftlichen Klassifizierung.
Die hohe Zahl an Rebsorten ist durch Mutation, natürliche Selektion und Kreuzung entstanden. Solange der Mensch Reben kultiviert, hat er selektiert und bereits über 150 Jahre gezielt Kreuzungen vorgenommen.
Die Eigenschaften von Rebsorten sind langfristig nicht stabil (auch bei vegetativer Vermehrung) – sie unterliegen natürlichen Einflüssen (Strahlung, Standorteinflüssen, Abbaukrankheiten), wodurch sich langsam positive und negative Eigenschaften ändern.

## Rebenzüchtung
Durch Auslese/Selektion (Auslesezüchtung) werden Rebstöcke nach bestimmten Kriterien bewertet und nur jene Stöcke weitervermehrt, die den Anforderungen entsprechen. Mit der Kreuzungszüchtung entstehen neue Sorten mit neuen Eigenschaften (Neuzüchtung). Da die Züchtungsarbeit viele Jahre benötigt, um eine Sorten mit ihren Eigenschaften zu kontrollieren, wird diese Arbeit meist in Weinbauinstituten gemacht. Unter Neuzüchtung versteht man eine neue gewonnene Rebenpflanze, welche mit einer bestimmten Zuchtmethode hervorgebracht wurde. Die Anerkennungen von neu gezüchteten Sorten (bei der Pflanzenzüchtung) sind im Sortenschutzgesetz gesetzlich geregelt und werden vom Bundessortenamt (für Deutschland) verwaltet.

## Staatliche Züchtungs- und Forschungsinstitute
Mit der Rebenzüchtung befassen sich:

### Deutschland

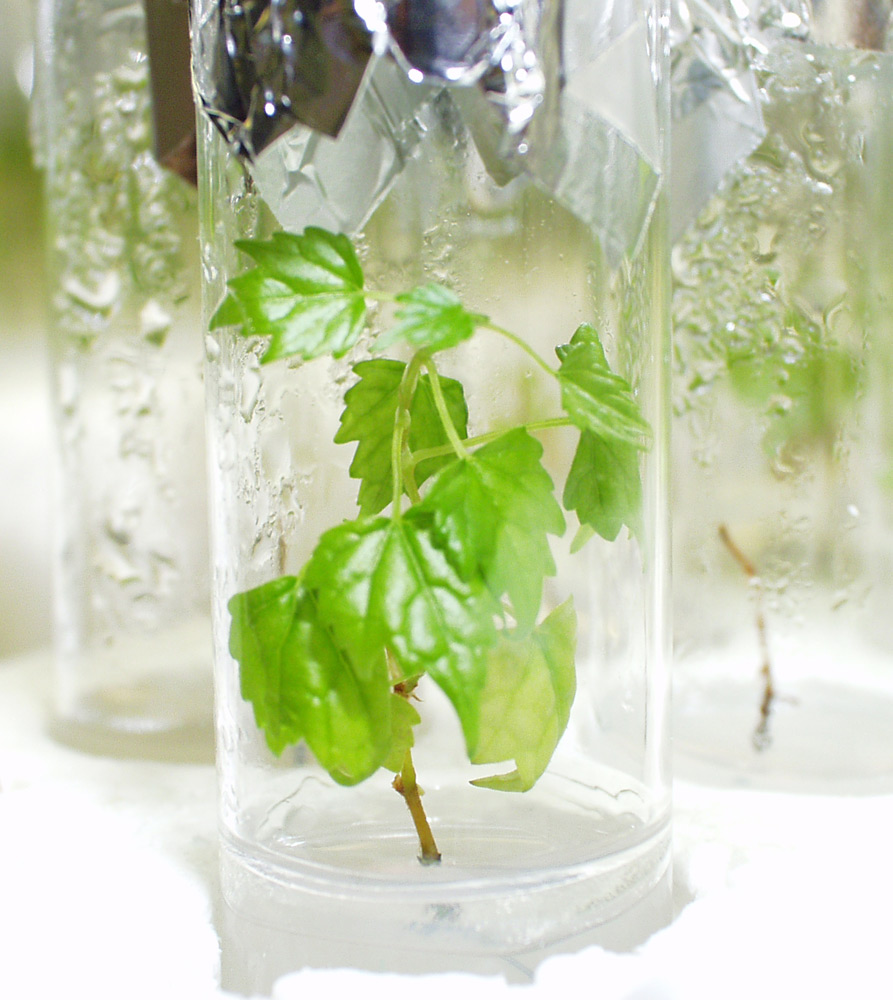
In-vitro-Kultur von Vitis (Weinrebe), Fachgebiet Botanik der Forschungsanstalt Geisenheim

- Institut für Rebenzüchtung Geilweilerhof, Siebeldingen
- Staatliches Weinbauinstitut Freiburg, Freiburg im Breisgau

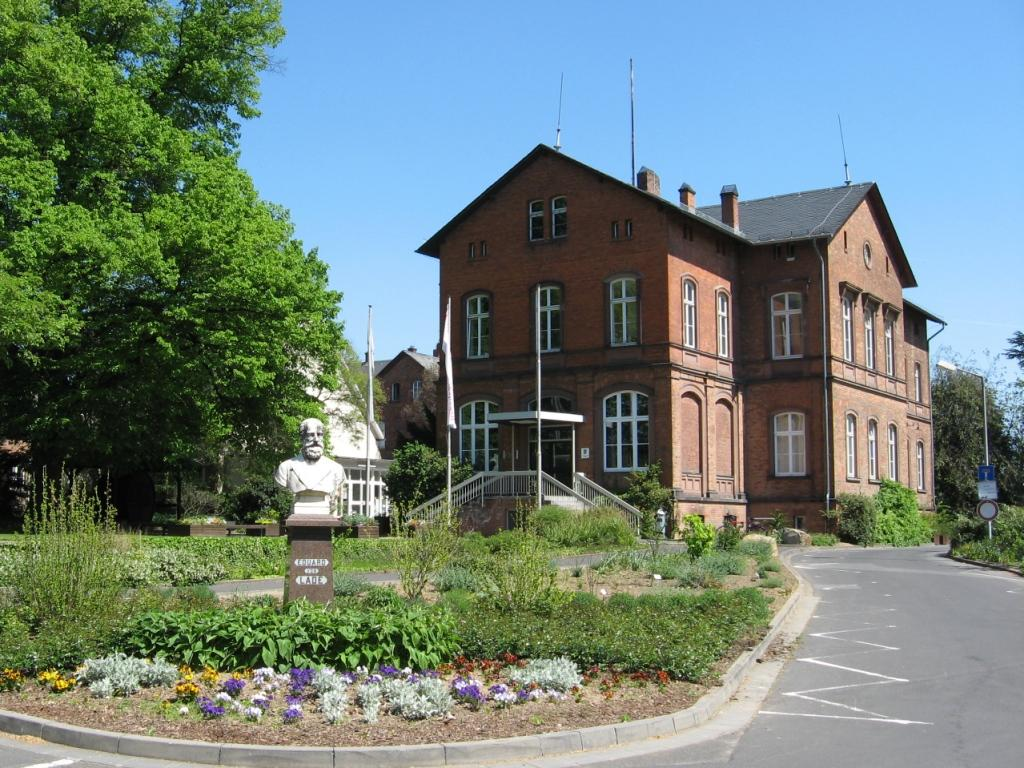
Denkmal für Eduard von Lade (v. l.) und Hauptgebäude der Forschungsanstalt Geisenheim (h. r.)

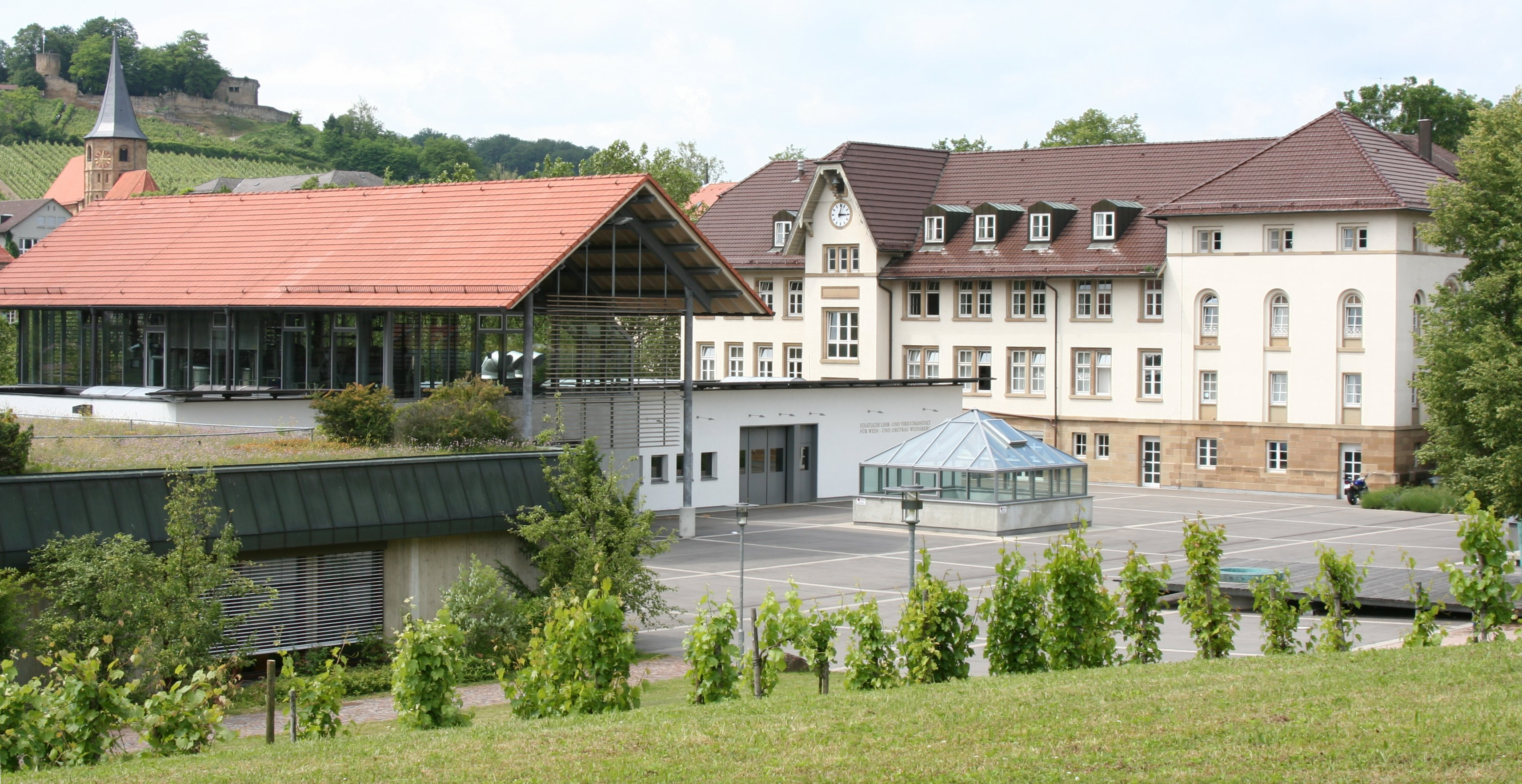
Gelände der LVWO in Weinsberg. Rechts der Altbau (Bildmitte die Kelter von 2002)

- Staatliche Lehr- und Versuchsanstalt für Wein- und Obstbau, Weinsberg
- Fachgebiet Rebenzüchtung und Rebenveredlung der Forschungsanstalt Geisenheim, Geisenheim
- Bayerische Landesanstalt für Weinbau und Gartenbau mit Fach- und Technikerschule für Gartenbau, Garten- und Landschaftsbau, Weinbau und Kellerwirtschaft Veitshöchheim
- Landesanstalt für Rebenzüchtung, Alzey (2005 aufgelöst)

### Österreich

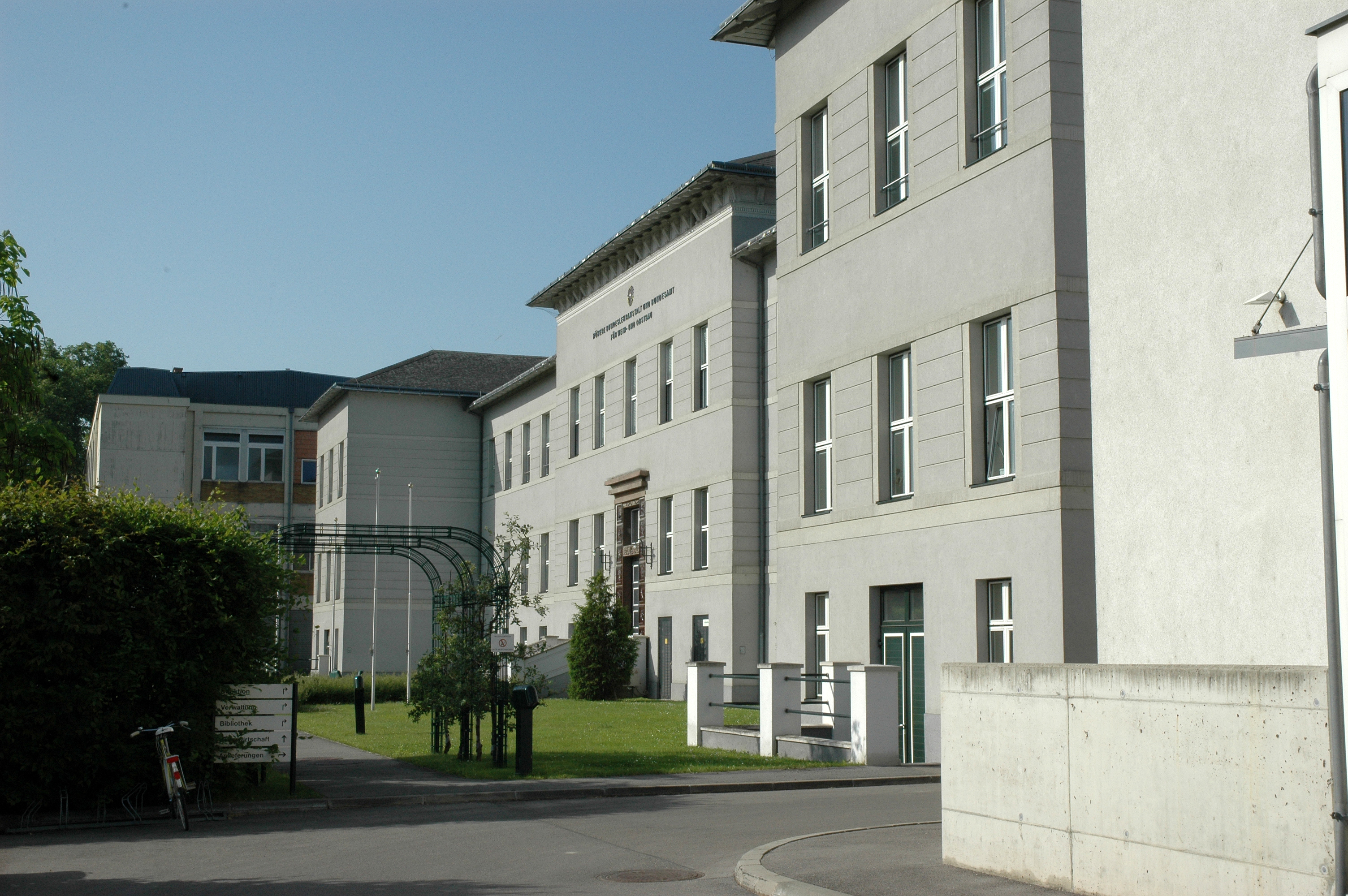
Hauptgebäude der Höheren Bundeslehranstalt

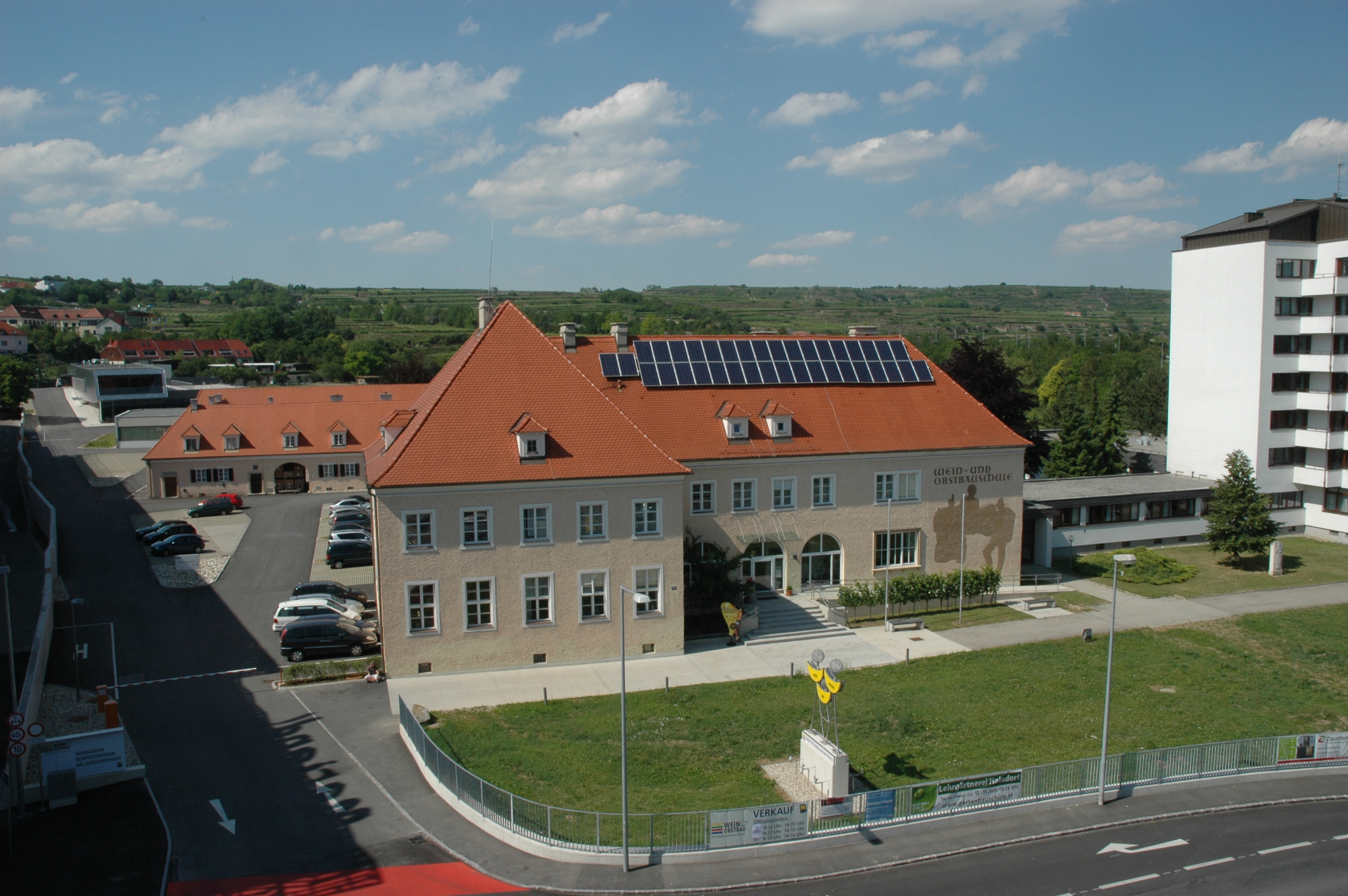
Weinbauschule Krems

- Höhere Bundeslehranstalt und Bundesamt für Wein- und Obstbau Klosterneuburg[10]

### Schweiz
- Forschungsanstalt Agroscope Changins-Wädenswil ACW[11]

## Rebenvermehrung

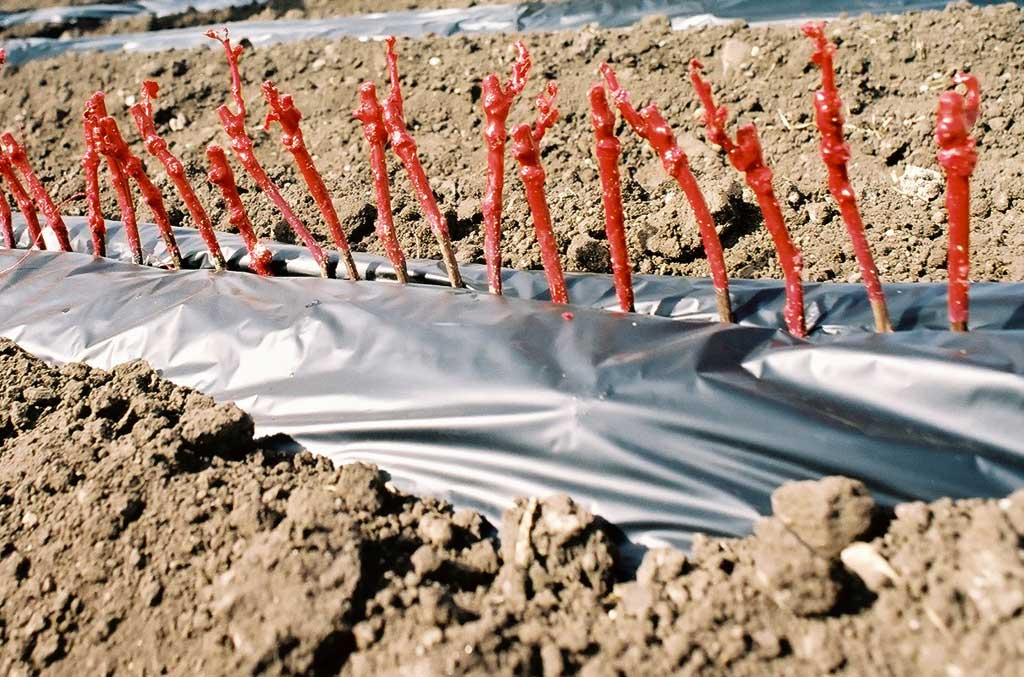
Moderne Mulchfolien-Rebschule mit frisch eingeschulten Pfropfreben

Die Vermehrung der Reben kann auf zwei Arten erfolgen und zwar geschlechtlich (generativ) und ungeschlechtlich (vegetativ). Die generative Vermehrung mit Samen hat ausschließlich Bedeutung bei der Kreuzungszüchtung. Für den praktischen Weinbau spielt nur die ungeschlechtliche (vegetative) Vermehrung eine Rolle. Diese Art der Vermehrung geschieht in Form von Stecklingen und Ablegern. Besondere Bedeutung hat die Veredelung (Verbindung von Unterlage und Edelreis mit nachfolgender Triebbildung und Wurzelentwicklung wie bei einem Steckling).
- Rebenpflanzgut
- Rebschule

## Anlage eines Weingartens
Die Errichtung einer erfolgreichen und rentablen Anlage, die dem Standort angepasste Erträge bei hoher Qualität mit einer Lebensdauer von 25 bis 30 Jahren gewährleistet, wird nur durch Zusammenwirkung einer Reihe von Faktoren, den Standortsfaktoren (Klima, Boden, Lage), erreicht.

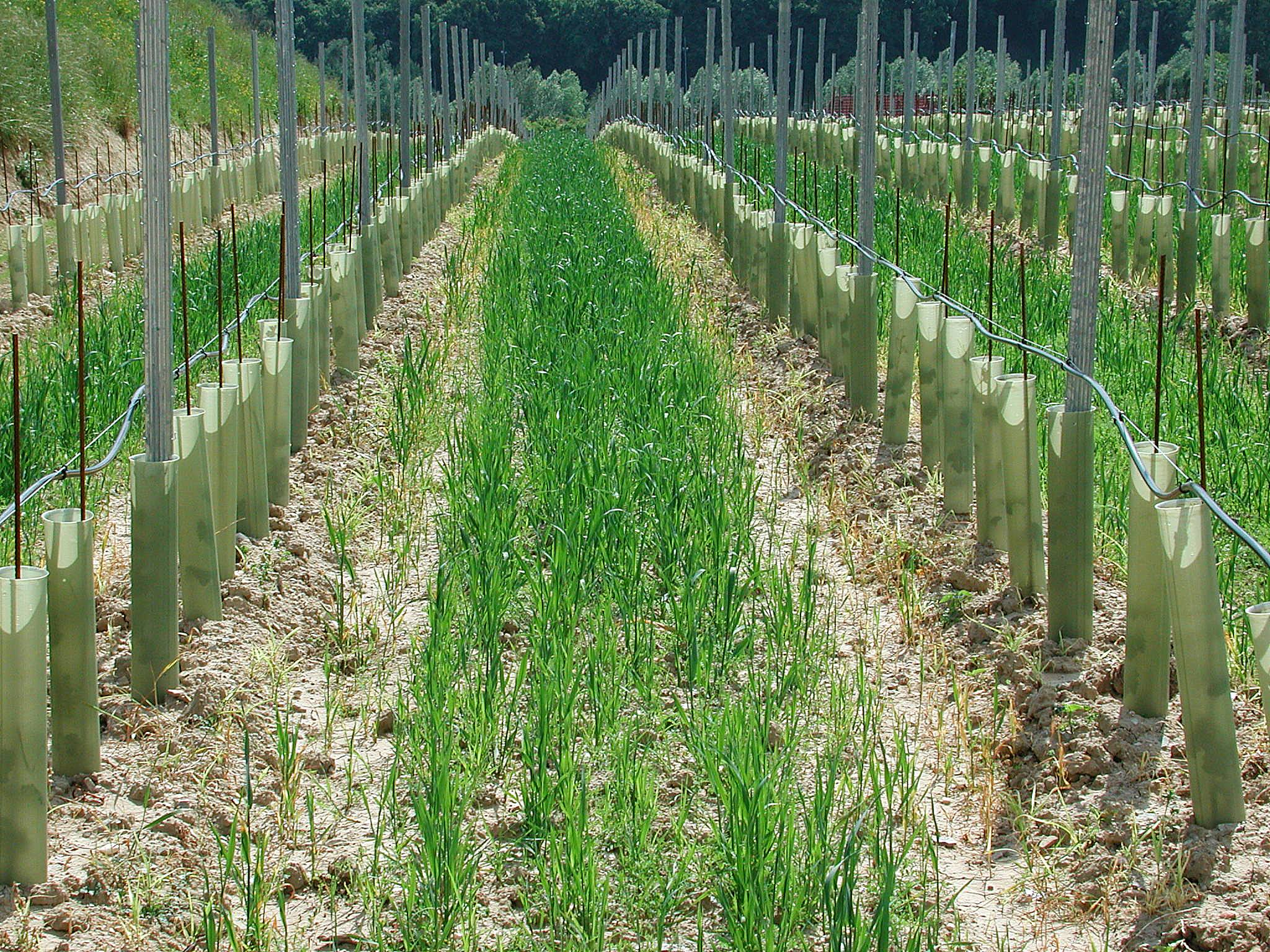
Blick in eine Junganlage. Der Boden ist begrünt und die jungen Triebe sind mit einem Pflanzrohr gegen Wildschaden geschützt.

## Standortsansprüche der Rebe
Die Rebe stellt hohe Standortsansprüche. Sowohl der Boden, die Lage und das Klima sind für den Erfolg sehr entscheidend. Die Standortfaktoren und alle Pflegemaßnahmen sind immer als Gesamtsystem mit seinen Wechselwirkungen zu sehen. In Frankreich wird dafür der Begriff Terroir verwendet. Terroir heißt wörtlich übersetzt so viel wie Boden, Herkunft, Heimat. Im Weinbau ist das komplexe Zusammenspiel von geologischem Ausgangsmaterial, Topografie (Lage), Klima und Boden gemeint.
Die Folgen der globalen Erwärmung für den Weinbau sollen besonders bei der Sorten- und Unterlagenwahl, dem geplanten Erziehungssystem und der Bodenpflege (Bewässerung) berücksichtigt werden.
Durch den Klimawandel verschieben sich die weinbaulichen Anbaugrenzen.

## Pflegemaßnahmen
Ein Weingarten bedarf einer Reihe von Pflegemaßnahmen wie Rebschnitt, Erziehung, Laubarbeiten, Traubenausdünnung, Bodenpflege und einer der Rebe (und Boden) angepassten organischen (Humusdünger) und mineralischen Düngung (mineralische Handelsdünger).

### Rebschnitt
Rebschnitt bezeichnet den jährlichen Rückschnitt des einjährigen Holzes und Korrekturen des alten Holzes. Die notwendigen Arbeiten werden während der Vegetationsruhe (Winterschnitt) durchgeführt. Prinzipiell ist der jährliche Rückschnitt aus Sicht der Pflanzenphysiologie nicht notwendig. Die meisten Erziehungssysteme erfordern aber einen Rückschnitt. Der jährliche Schnitt verändert die Trieb-, Laub- und Traubenentwicklung. Auch die Wurzelbildung wird verringert, je weniger Triebe der Rebstock entwickelt.

### Erziehung der Rebe

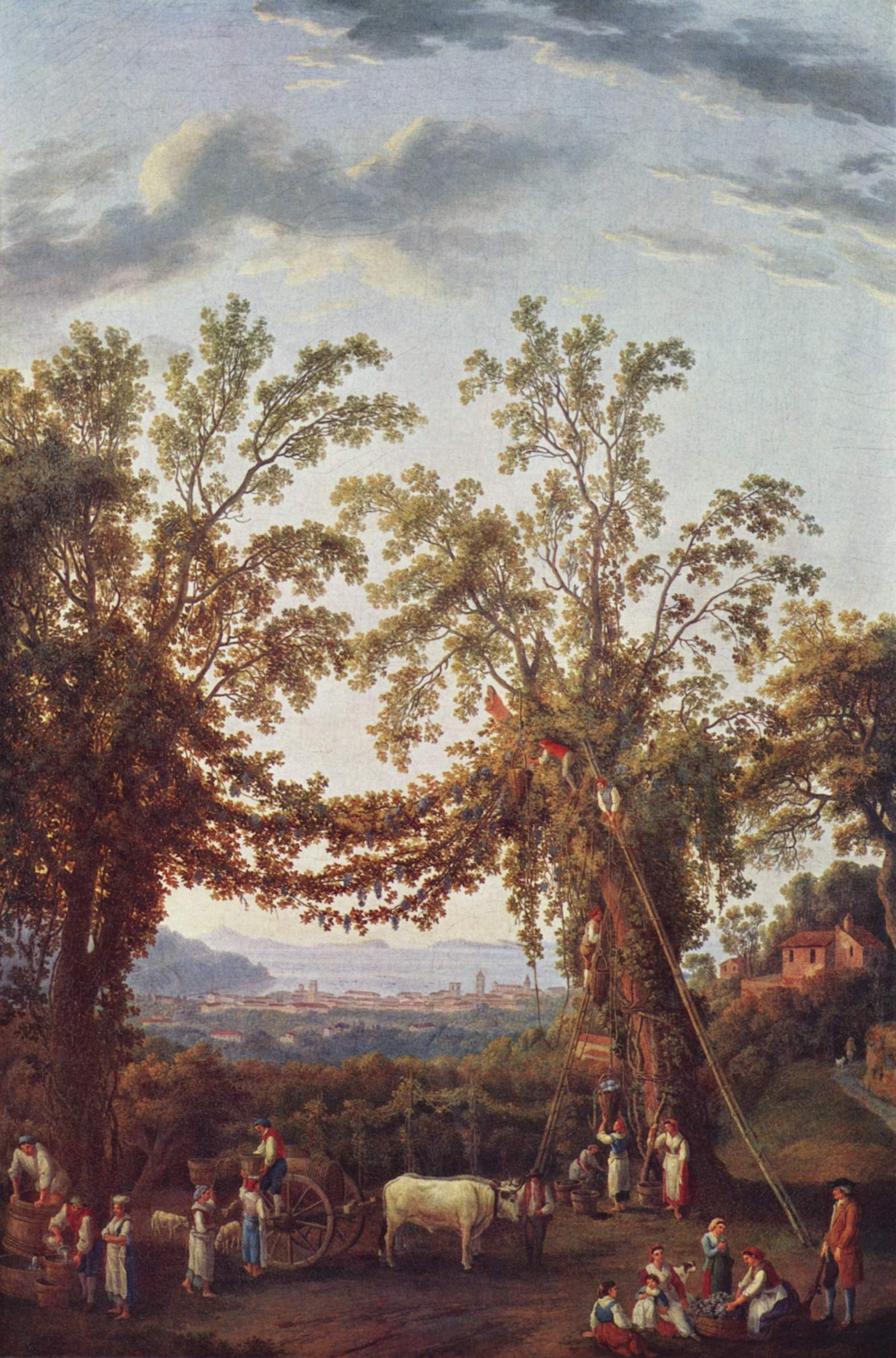
In Italien wurden Reben teilweise noch im 18. Jahrhundert in archaischer Baumerziehung kultiviert. Gemälde von Jacob Philipp Hackert, 1784.

Die Rebe ist eine rankende Pflanze und benötigt eine ständige Unterstützung.
Unter der Erziehung versteht man den Aufbau und die Formgebung eines Rebstockes. Dabei gibt der Weinbauer (Winzer) dem Rebstock je nach Erziehungsart ein charakteristisches Stockgerüst (altes Holz).
Aufgabe der Erziehung ist die Sicherung von Qualität und Quantität und die Schaffung von arbeitswirtschaftlichen Vorteilen (Maschineneinsatz).

#### Einteilung
Die Rebenerziehungssysteme kann man nach verschiedenen Gesichtspunkten einteilen.
Die Bezeichnung der Erziehung ist in den Weinbaugebieten bzw. Ländern unterschiedlich. Häufig erfolgen die Benennungen nach Personen (Lenz Moser, Jules Guyot, Scott, Henry u. a.) oder Gebieten. Im Aufbausystem gleichen sich viele Systeme. Meist ergibt sich der Unterschied durch die Eigenheiten einer Sorte, dem möglichen bzw. angestrebten Mechanisierungsgrad und auch wirtschaftlichen Gegebenheiten. Eine Drahtrahmenunterstützung war früher nicht möglich. So wurden früher die Reben auf Bäumen, Holztriebgeflechten, Pfählen (Pfahlerziehung, Stockkultur) oder einem Holzgerüst (Perglerziehung) gezogen bzw. damit versehen.

#### Erziehungssysteme
Die größte Bedeutung und Verbreitung haben die Vertikalen Reberziehungssysteme.

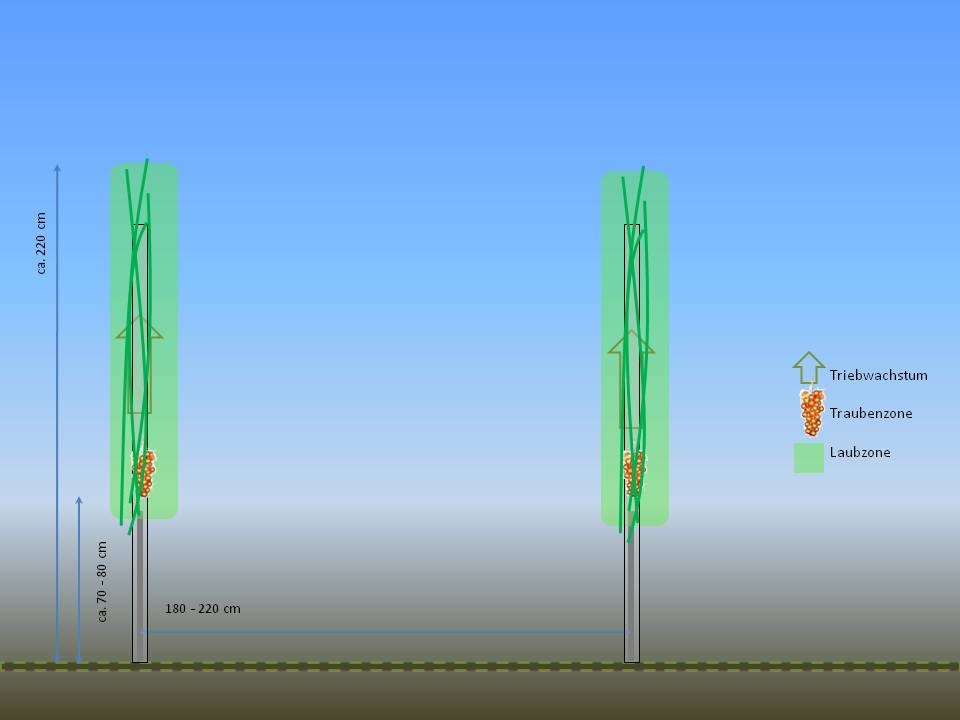
Schematische Darstellung der Spaliererziehung.
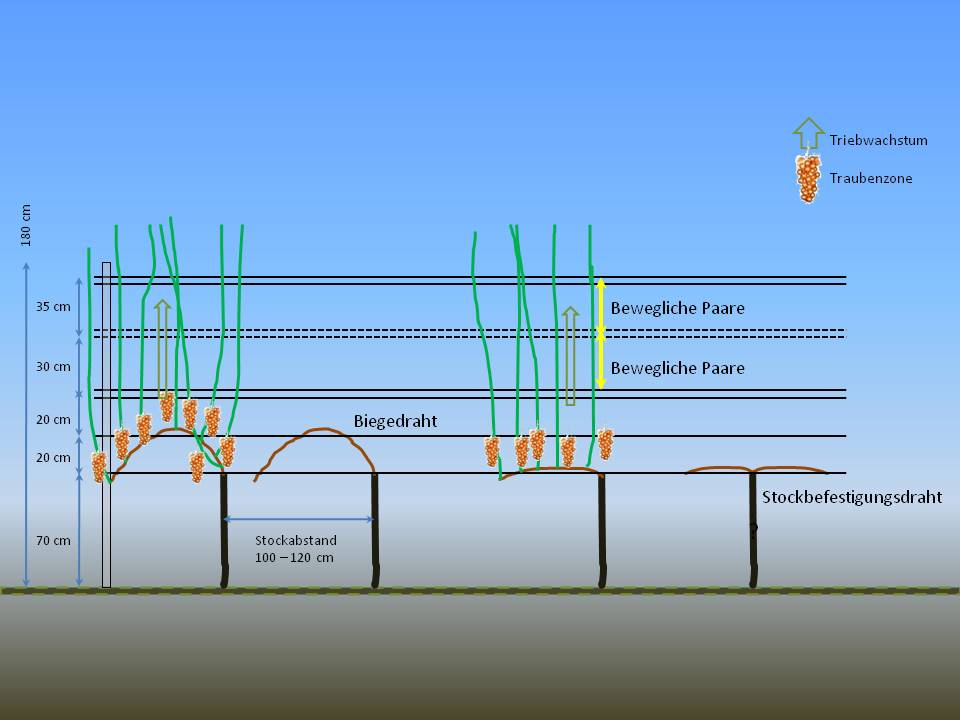
Drahtrahmenunterstützungsgerüst für eine Spaliererziehungsanlage
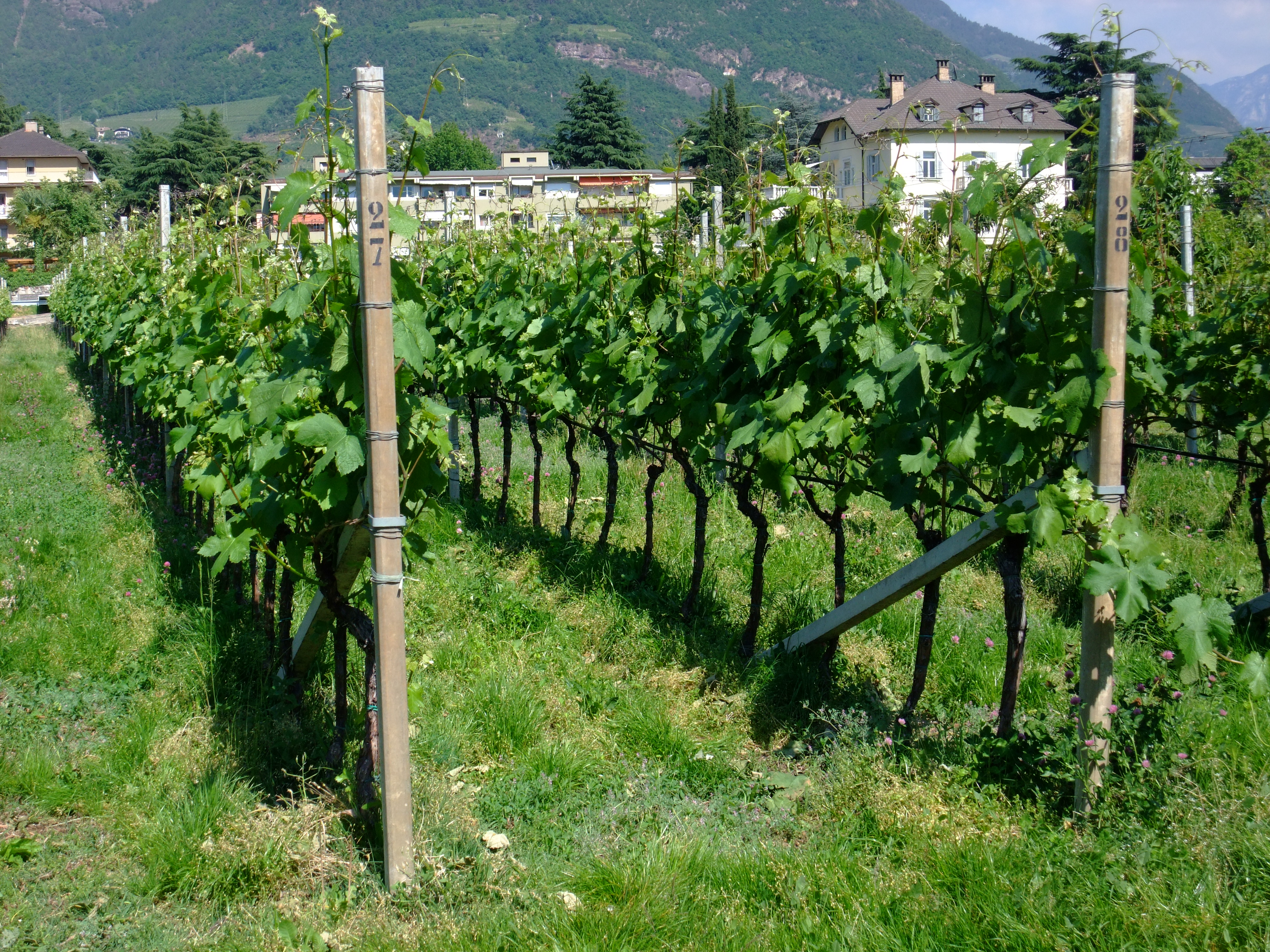
Spaliererziehung in Südtirol

#### Unterstützungsmaterialien
Unterstützungsmaterialien sollen eine lange Lebensdauer besitzen, eine gute Standfestigkeit und (insbesondere, wenn eine maschinelle Traubenernte vorgesehen ist) Elastizität aufweisen. Geringes Gewicht ist für die Erstellung wichtig. Sie sollen preisgünstig sein und geringe Instandhaltungsarbeiten verursachen. Sie sollen keine Boden- oder Grundwasserbelastung herbeiführen und problemlos entsorgt werden können.
Für eine Unterstützung werden benötigt:
- Stecken (Pflanzpfähle, Pflanzstäbe) aus Metall, Holz, GFK oder Kunststoff als Stütze für den jungen Rebstock und den späteren Stamm
- Steher (Säulen, Bagstall, Stickel) aus Metall, Holz oder Beton als Träger des Drahtrahmens
- Draht aus Metall, Kunststoff als Rank- und Einschlaufhilfe für die grünen Triebe, z. B. mittels Drahtrahmenunterstützung oder Drahthaken
- Befestigungsmaterial für das ein- und mehrjährige Holz nach dem Rebschnitt
- Anker zur Verankerung der Endpfähle, z. B. Stabanker

### Laubarbeit

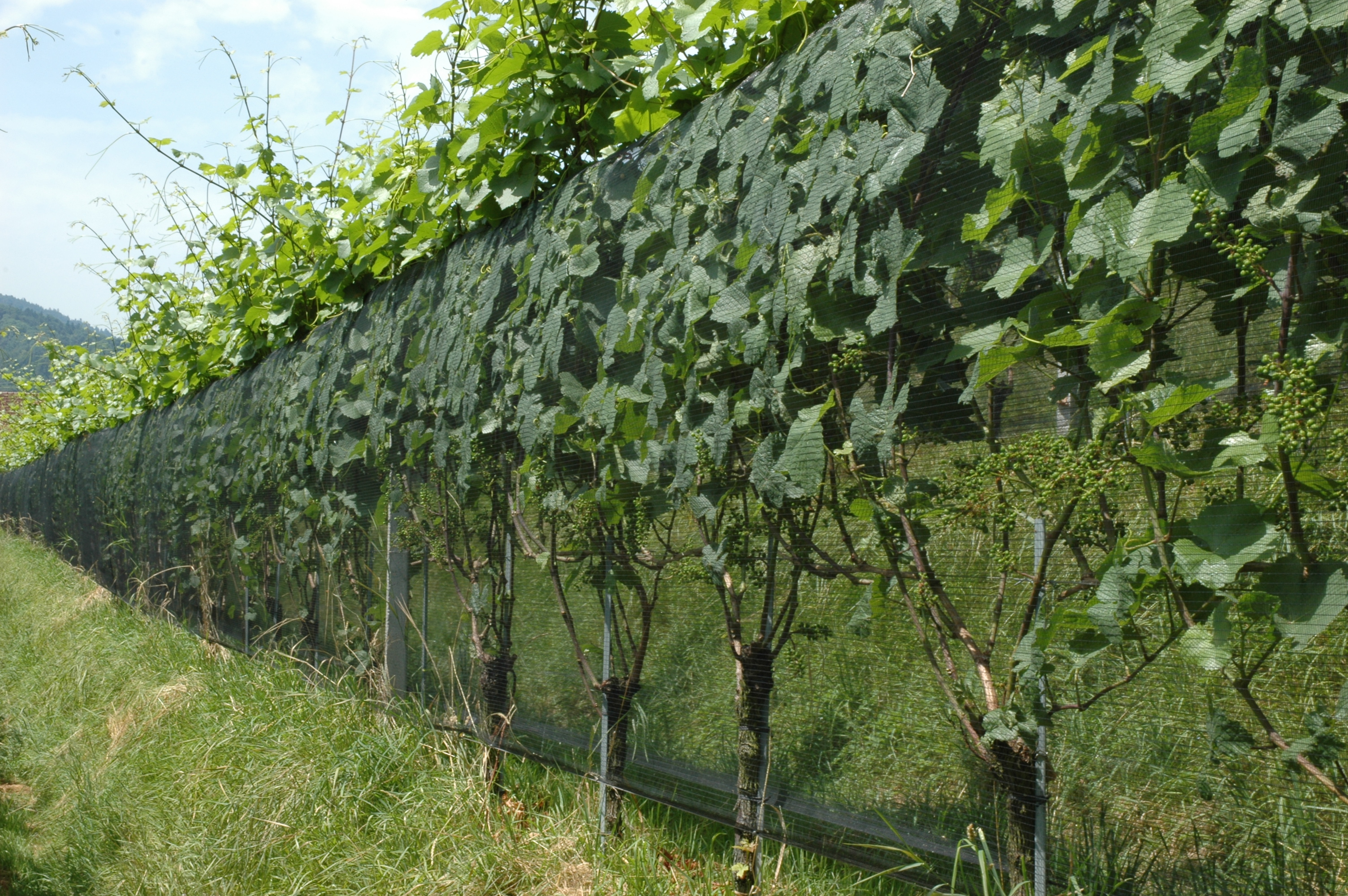
Das Einschlaufen der Triebe wird mit der Verwendung von Hagelschutznetzen deutlich vereinfacht. Diese Netze sind gleichzeitig ein Schutz gegen Vogelfraß.

Laubarbeiten ergänzen während der Vegetationsperiode den Rebschnitt, um die Leistungsfähigkeit der Laubfläche, also die Produktion von Assimilaten (Fotosynthese), voll zu nutzen.
- Jäten (Ausbrechen von Trieben)
- Auslichten der Traubenzone
- Einstricken (Einschlaufen der Triebe)
- Entspitzen der Triebe – Gipfeln (Wipfeln)
- Ausgeizen (Entfernung von Geiztrieben)

### Ertragsregulierung
Unter der Ertragsregulierung (Ertragssteuerung) versteht man alle Pflegemaßnahmen, die das Ertragsniveau beeinflussen. Die Ertragshöhe übt den stärksten Einfluss auf die Trauben- und somit auf die Weinqualität aus. Bis in die 1980er Jahre war die Ertragsregulierung in der Praxis kein Thema. Mit zunehmender Qualitätsanforderung jedoch ist diese Maßnahme heute unstrittig, da die Weinqualität davon in hohem Maße beeinflusst wird.
Es gibt eine Reihe von Möglichkeiten und Wirkungen von Ertragssteuerungsmaßnahmen, die in der Praxis akzeptiert und praktiziert werden. Die ertragssteuernden, händisch durchzuführenden Maßnahmen wie schwacher Rebschnitt, Gescheine abknipsen, teilen oder abstreifen, Trauben abstreifen, Trauben teilen, Trauben abschneiden (Traubenausdünnung) oder maschinell mit Entlauber, Traubenvollernter (grüne Lese), Traubenbürste oder chemisch mit Bioregulatoren (Zulassung beachten) bedingen eine sinnvolle Auswahl, die dem gegebenen Jahresertragsniveau, dem Jahreswitterungsverlauf, der Sorte, dem gewünschten Qualitätsniveau und den vorhandenen Arbeitskräften angepasst ist.

### Bodenpflege

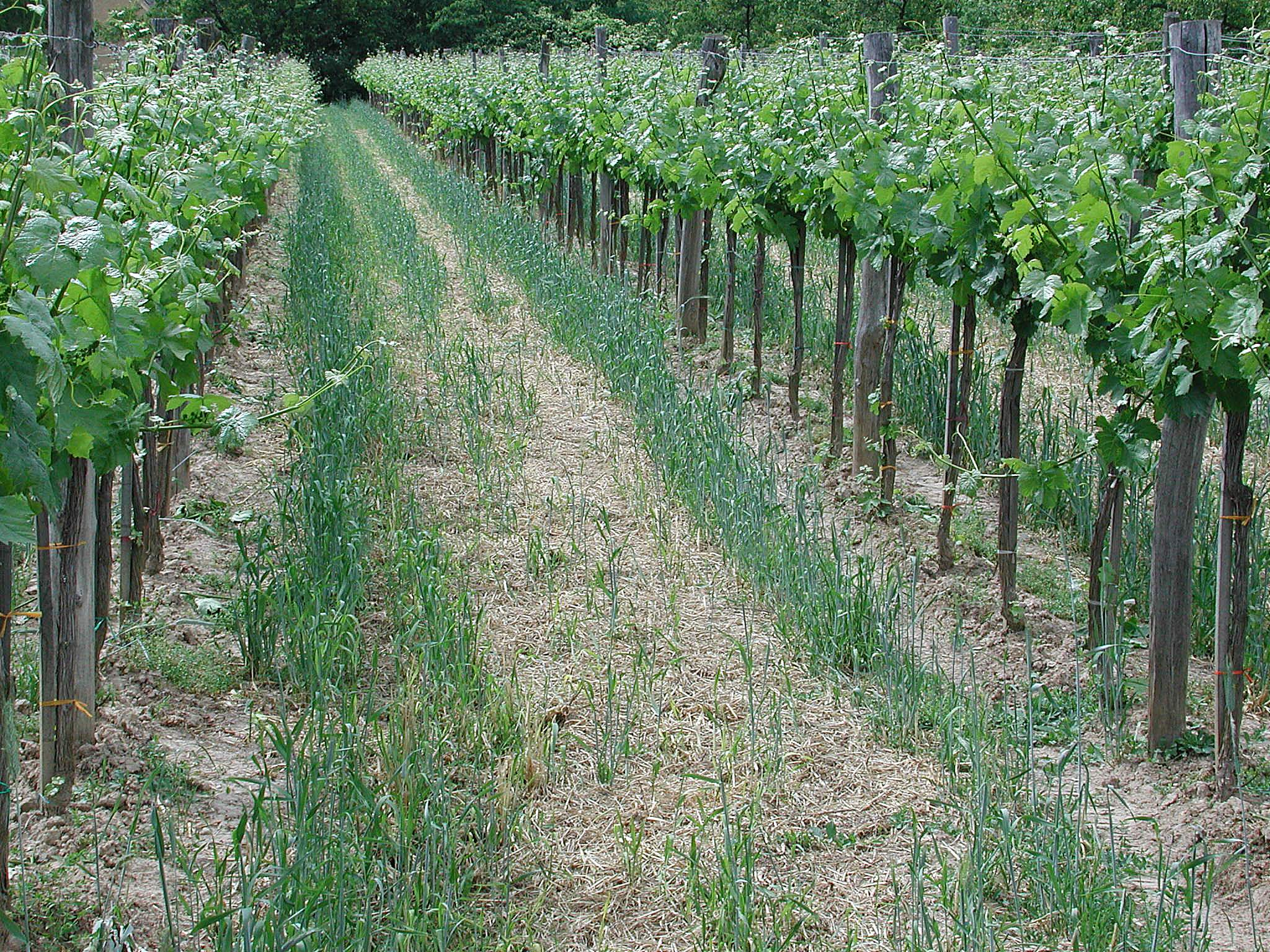
Begrünte Fahrgasse eines Weingartens

Bodenpflege meint die Anwendung verschiedener Bodenpflegesysteme, welche die biologischen, chemischen und physikalischen Eigenschaften des Bodens beeinflussen. Je nach Maßnahme kann sich eine positive oder negative Wirkung ergeben. Pflegemaßnahmen, die sich langfristig negativ auswirken, sind zu vermeiden.

#### Ernährung und Düngung der Rebe
Die Bodenpflegemaßnahmen sind gemeinsam mit der Ernährung und Düngung zu sehen, da mit ihr viele Wechselwirkungen bestehen. Düngung bedeutet nicht nur eine Nährstoffzufuhr, sondern auch die Mobilisierung der im Boden gebundenen Nährstoffe. Das Nährstoffangebot des Bodens aus der natürlichen Nachlieferung (Mineralteilchen, Humusgehalt) ist durch den regelmäßigen Nährstoffentzug nicht auf Dauer ausreichend. Durch die Düngung mit organischen und mineralischen Düngern werden den Reben über dem Boden organisch gebundene und mineralische (anorganische) Nährstoffe zugeführt.
Die Rebenernährung, die Bodenuntersuchung, Interpretation der Bodenanalyse, Düngung und Düngewirkung, Düngemittel und eine Information über Blattanalysen sind in der österreichischen Broschüre Richtlinien für die Sachgerechte Düngung im Weinbau enthalten.

### Bewässerung

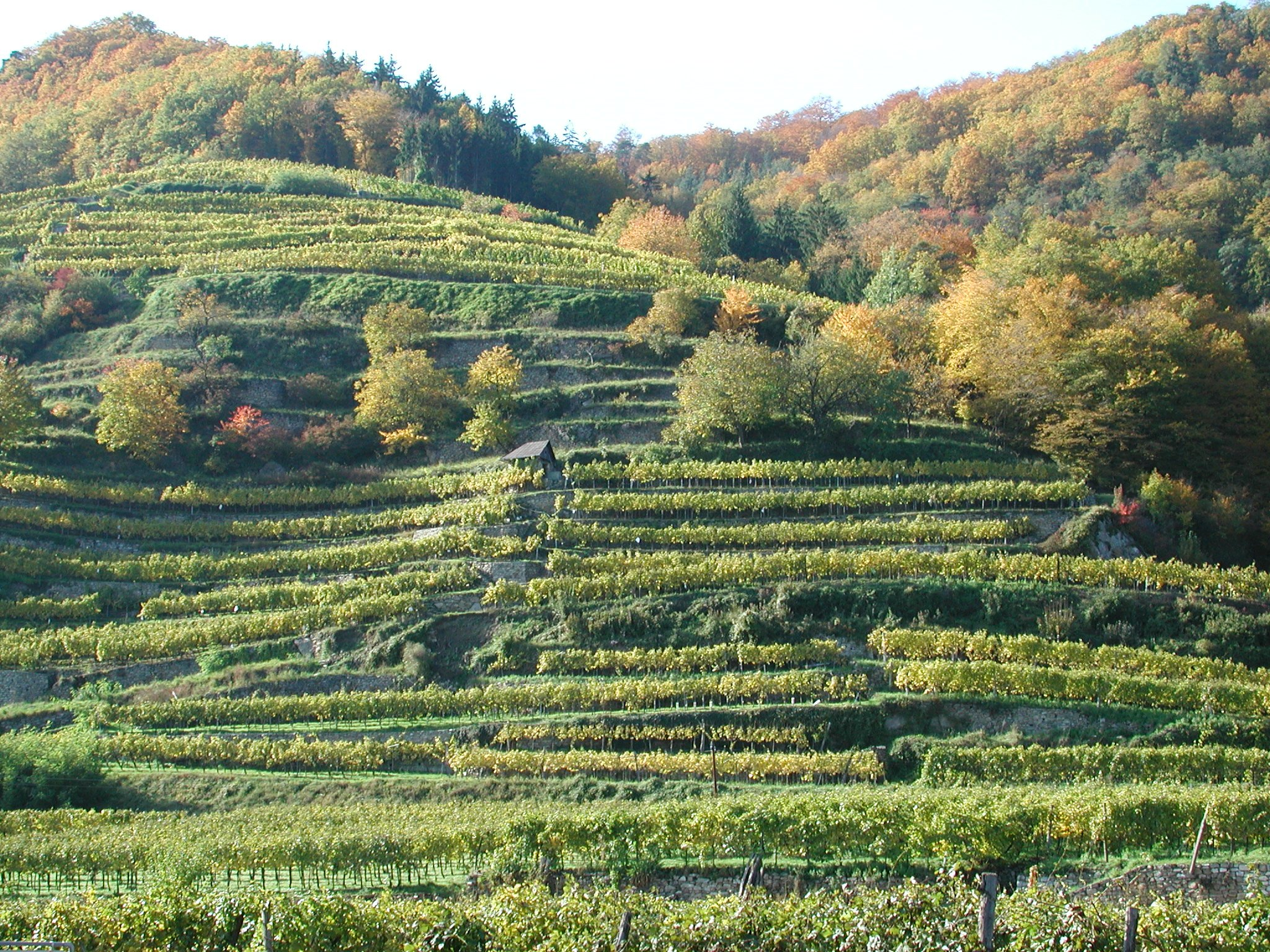
Mittels Tropferleitungen bewässerte Weingärten in der Wachau. Geringe Bodenmächtigkeit und Böden mit geringer Wasserspeicherkapazität führen bald zu Wasserstress und damit zu negativen Einfluss auf die Gesamtentwicklung der Reben.

Wie jede Pflanze benötigen auch Reben Wasser als Lösungsmittel, Transportmittel für Nährstoffe und Assimilate, Quellungsmittel, Nährstoffe und Temperaturregulatoren. In niederschlagsarmen Weinbaugebieten und auf Standorten mit skelettreichen Böden dient eine zusätzliche Wasserversorgung der Absicherung der Qualität, der Holzreife und des Mengenertrages.
Dennoch gilt die Weinrebe auch in sehr trockenen Regionen – wie traditionell im Mittelmeerklima – als eine der wenigen Kulturpflanzen neben Oliven, Mandeln und Pistazien, welche auch auf nicht bewässertem Boden wachsen, z. B. in Andalusien, wo es traditionell in den heißen Sommermonaten eine drei- bis viermonatige Trockenperiode ohne Regen gibt. Eine deutliche Ertragssteigerung kann jedoch durch Bewässerung in den meisten Regionen erzielt werden und wird heute entsprechend auch eingesetzt; zu hohe Erträge können aber auch zu Lasten der Qualität des Endprodukts sein.

## Pflanzenschutz im Weinbau
Der Pflanzenschutz umfasst die Gesamtheit der Bemühungen, Schäden und Leistungsminderungen von Nutzpflanzen durch Ausnutzung aller einschlägigen wissenschaftlich Erkenntnisse in einer ökologisch und ökonomisch angemessenen Weise zu verhindern oder zu mildern.
Mit verschiedene Bekämpfungs- und Begrenzungsmethoden wird der Rebstock, unter Berücksichtigung der Umweltverträglichkeit und der Wirtschaftlichkeit sowie sonstiger Auswirkungen, vor Schädigungen geschützt. Es wird das Aufkommen von Schadorganismen infolge von Störungen des ökologischen Gleichgewichtes und einer ungenügenden Widerstandsfähigkeit der Rebe verhindert.

### Pflanzenschutzmaßnahmen

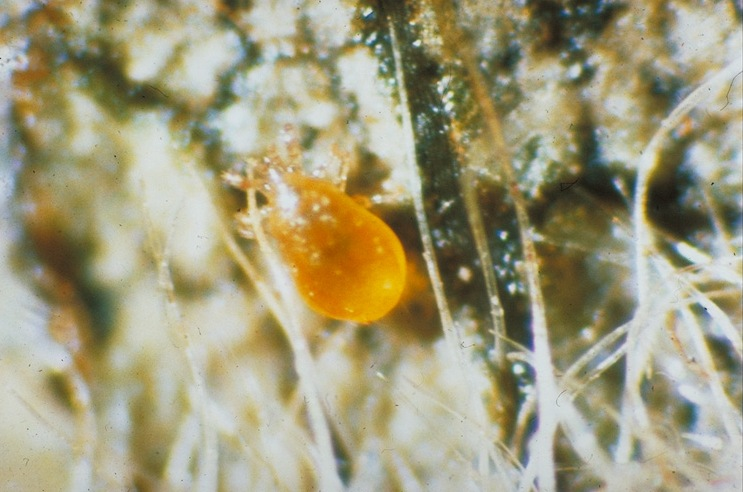
Der wichtigste Nützling im Weingarten ist die Raubmilbe Thyphlodromus pyri

- Kulturmaßnahmen:  Bodenpflege, Düngung, Rebschnitt und Erziehung, Laubarbeiten, Traubenausdünnung
- Mechanisch-physikalische Maßnahmen:  Verwendung von Schutzhüllen gegen Wildverbiss, Frostabwehr, Hagelnetze, Abwehr von „Schadvögeln“ mittels Vogelschutznetzen oder optischen und akustischen Vergrämungsmaßnahmen
- Biologische Verfahren – Biologischer Pflanzenschutz: Einsatz von nützlichen Organismen zur Regulierung von Pflanzenkrankheiten und von Schädlingen, Einsatz insektenpathogener (insektentötender) Bakterien (Bacillus thuringiensis) und die Nutzung natürlicher Regulationsmechanismen durch Schonung, Förderung oder Einbürgerung von Nützlingen (besondere Bedeutung hat die Raubmilbe Typhlodromus pyri zur Regulation der Schadmilben).
- Biotechnische Verfahren:  Warnschreie, Lärm, Repellents, Pheromone, Unterlagsreben zum Schutz gegen die Schäden der Reblaus, Verwendung von resistenten Rebsorten
- Chemische Verfahren:  gezielter Einsatz von zugelassenen Pflanzenschutzmitteln
- Pflanzenquarantäne (Importkontrolle)

Nach der Vorgehensweise unterscheidet man zwischen integriertem und konventionellem Pflanzenschutz:

#### Integrierter Pflanzenschutz
Hier handelt es sich um eine Vorgangsweise, bei dem alle wirtschaftlich, ökologisch und toxikologisch tragbaren Methoden dazu benutzt werden, das Schadensausmaß unter der wirtschaftlichen Schadensschwelle zu halten. Es ist eine Kombination aller Pflanzenschutzmaßnahmen. Damit wird hohe Qualität mit ausreichendem Ertrag gesichert; das Agro-Ökosystem und die Umwelt werden möglichst wenig beeinträchtigt.

#### Konventioneller Pflanzenschutz

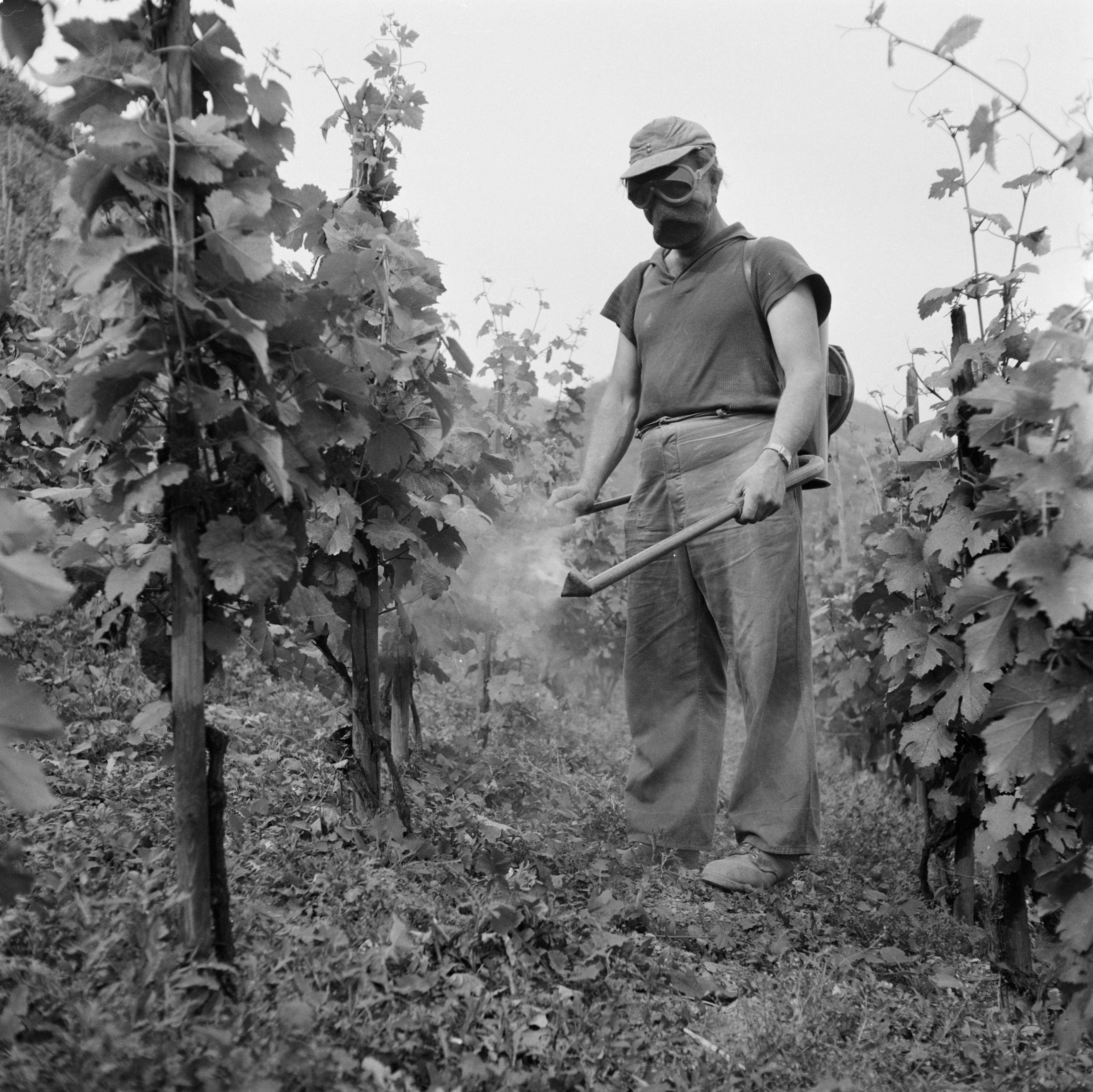
Winzer mit Schutzmaske beim Versprühen von Netzschwefel gegen Schimmelpilze am Mittelrhein, 1955

Darunter versteht man eine Vorgehensweise beim Einsatz von chemischen Pflanzenschutzmittel, wo nur mit regelmäßigen vorbeugenden Spritzungen, ohne der Kontrolle der Entwicklung von Krankheiten und Schädlingen und ohne Berücksichtigung der negativen Wirkungen von Pflanzenschutzmitteln auf das Ökosystem, Pflanzenschutzmaßnahmen gemacht werden (starres kalendarisches Routinespritzprogramm). Diese fast blinde Vorgehensweise, mit dem Ziel eine möglichst totale Vernichtung der Schaderreger zu erreichen, wird heute nicht mehr praktiziert. Heute stehen fast nur mehr Pflanzenschutzmittel zur Verfügung, die für den Integrierten Pflanzenschutz geeignet sind und die den zusätzlichen Zulassungsauflagen entsprechen. In den letzten Jahren wurde eine hohe Anzahl von Pflanzenschutzmitteln entregistriert und alle neu auf den Markt kommenden Pflanzenschutzmitteln erfüllen meist die Auflagen des Integrierten Pflanzenschutzes.
Bei allen weinbaulichen Produktionsmethoden werden Pflanzenschutzmittel eingesetzt. Besonders im ökologischen Weinbau haben Pflanzenstärkungsmittel Bedeutung. Diese können auch bei allen weinbaulichen Produktionsmethoden eingesetzt werden.

### Pflanzenschutzmittel

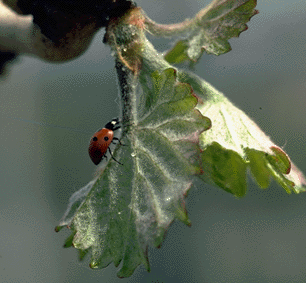
Der Marienkäfer, ein Säuberungsräuber, ernährt sich von Blattläusen, Schildläusen, Thripsen und Eilarven von Insekten. Auch das Mycel des Echten Mehltaupilzes wird als Nahrung aufgenommen. Eine ausreichende Reduzierung des Pilzes schafft der Marienkäfer nicht.

Pflanzenschutzmittel enthalten chemische oder biologische Wirkstoffe und Zubereitungen (Formulierungen), die dazu bestimmt sind:
- Pflanzen und Pflanzenerzeugnisse vor Schadorganismen zu schützen oder ihrer Einwirkung vorzubeugen,
- unerwünschte Pflanzen (Unkräuter) oder Pflanzenteile (Stammaustriebe) zu vernichten.

Pflanzenschutzmittel werden bei allen weinbaulichen Produktionsmethoden eingesetzt, so auch bei Integriertem Weinbau, Organisch-biologischem Weinbau und Biologisch-dynamischem Weinbau.
Hinweise dazu finden sich insbesondere in den Artikeln Insektizid, Fungizid, Bordeauxbrühe, Akarizid, Repellent.

### Applikationstechnik im Weinbau
Mit Hilfe verschiedener Applikationsverfahren werden Pflanzenschutzmittel und/oder Pflanzenstärkungsmittel gezielt auf die zu schützenden Pflanzenteile aufgebracht. Dazu werden heute hauptsächlich Gebläsespritzen verschiedener Bauart und Gebläsetechnik, verwendet.

## Schaderreger
Schaderreger sind im weitesten Sinne alle schädlichen Abweichungen vom normalen Verlauf des Lebensprozesses des Rebstockes zu verstehen. Verursacher können Pilze, Bakterien, Viren, Phytoplasmen, Nährstoffe oder Umweltfaktoren sein. Es gibt eine große Zahl von Krankheitserregern, wovon einige aus Amerika eingeschleppt wurden (Oidium (1845), Reblaus (1863), Peronospora (1878), Schwarzfäule (1885), Amerikanische Rebzikade Scaphoideus titanus – Überträger der Goldgelbe Vergilbung Flavescence dorée (1949)) oder durch die Klimaveränderung von südlichen Ländern nördlich gewandert (Winden-Glasflügelzikade, Vergilbungskrankheiten, Zikaden, Esca, Eutypiose) sind. Diese Schaderreger müssen mit geeigneten Gegenmaßnahmen reduziert und verhindert werden, wozu es eine Reihe von verschiedenen Bekämpfungsverfahren gibt.

### Pilzkrankheiten
- Peronospora (Falscher Mehltau)
- Oidium (Echter Mehltau)
- Botrytis – Grauschimmelfäule siehe auch Rohfäule
- Phomopsis viticola (Schwarzfleckenkrankheit)
- Roter Brenner
- Esca
- Schwarzholzkrankheit
- Eutypiose
- Wurzelfäule
- Schwarzfäule der Rebe

### Bakterienkrankheiten
- Mauke
- Essigfäule

### Phytoplasmen
- Vergilbungskrankheiten im Weinbau
- Schwarzholzkrankheit
- Goldgelbe Vergilbung

### Viruserkrankungen
- Reisigkrankheit
- Blattrollkrankheit
- Marmorierung
- Chrommosaik
- Viroide
- Gelbsprenkelung
- Virusähnliche Erkrankungen
- Adernmosaik
- Adernnekrose

### Nährstoffmangelkrankheiten
Besonders ein Mangel von Nährstoffen kann zu Störungen in verschiedenem Ausmaß bei der Entwicklung der Rebe führen. Ertrags- und Qualitätseinbußen sind die Folge.

### Schädlinge
- Obstbaumspinnmilbe – Rote Spinne
- Gemeine Spinnmilbe – Bohnenspinnmilbe
- Rebenpockenmilbe
- Kräuselmilbe
- Einbindiger Traubenwickler
- Bekreuzter Traubenwickler Süßwurm
- Springwurmwickler
- Rhombenspanner
- Erdraupen
- Dickmaulrüssler
- Rebenstecher (auch Rebstichler oder Rebstecher genannt)
- Zikaden
  - Amerikanische Rebzikade
  - Winden-Glasflügelzikade
- Grüne Rebenwanze
- Schildläuse
- Reblaus
- Kirschessigfliege
- Wespen
- Maikäfer
- Drahtwurm
- Nematoden
- Fransenflügler (auch Rebenthrips genannt)
- Rebenfallkäfer

### Sonstige Schädigungen
- Stress bei Reben
  - abiotische Umweltfaktoren
  - biotische Umweltfaktoren
- Chlorose bei Reben Chlorose
- Welkekrankheit (Weinrebe)
  - Traubenwelke
  - Stiellähme
- Sonnenbrand (Weintraube)
- Trockenschäden (Weintraube)
- Frostschäden
- Schadvögel wie: Star, Amsel
- Wildschaden
- Hagel
- Immissionsschäden
- Kurztriebigkeit
- Verrieselung (Weinbau)

## Auswirkung der globalen Erwärmung
Etwa 90 % der traditionellen Weinregionen in Küsten- und Tieflandgebieten von Spanien, Italien, Griechenland und Südkalifornien könnten durch die vom Menschen verursachten Klimaveränderungen bis zum Ende des Jahrhunderts aufgrund von Trockenheit und häufigeren Hitzewellen verschwinden. Gleichzeitig könnten wärmere Temperaturen die Eignung anderer Regionen erhöhen und zur Entstehung neuer Weinregionen, wie im südlichen Vereinigten Königreich, führen. Anpassungsmaßnahmen für bestehende Erzeuger umfassen den Wechsel von Pflanzenmaterial (Sorten und Unterlagen), Erziehungssystemen und Weinbergmanagement, doch diese Anpassungen könnten nicht zur Aufrechterhaltung eines wirtschaftlich tragfähigen Weinanbau in allen Bereichen ausreichen.

## Produktionsmethoden im Weinbau

### Integrierter Weinbau
„Integrierter Weinbau“ ist eine Produktionsmethode für die wirtschaftliche Erzeugung von qualitativ hochwertigen Trauben, Wein und anderen Traubenprodukten. Der Schutz der menschlichen Gesundheit, die Schonung der Produktionsgrundlagen und der Umwelt stehen im Vordergrund. Entstanden ist die Integrierte Produktion aus dem Integrierten Pflanzenschutz. Der damals zunehmende Einsatz von Pflanzenschutzmitteln brachte in den 1980er-Jahren zunehmend Probleme. Mit wissenschaftlichen Untersuchungen wurden die Nebenwirkungen von Pflanzenschutzmitteln auf das Ökosystem untersucht und in der Folge nach ihrer Nützlingsschädigung bewertet. Durch die Gesamtbetrachtung des Agro-Ökosystems Weingarten wurden alle Pflegemaßnahmen in die „Integrierte Produktion“ einbezogen.
Für die Weinerzeugung gilt das „Weingesetz“ des betreffenden Staates.

### Organisch-biologischer Weinbau

EU-Bio-Siegel

Wichtigstes Charakteristikum der biologischen Landwirtschaft ist die ganzheitliche Betrachtung des landwirtschaftlichen Betriebes. Die biologische Bewirtschaftung soll durch die Pflege der Bodenfruchtbarkeit ein intaktes Ökosystem Boden zur Folge haben, aus dem die Pflanzen ihre Nährstoffe beziehen können. Natürliche Lebensprozesse sollen gefördert und Stoffkreisläufe weitgehend geschlossen werden. Er wird auch als Biologischer Weinbau oder Bioweinbau bezeichnet. Das Produkt dieser Anbaumethoden bezeichnet man als Wein aus Trauben aus biologischem und ökologischem Anbau, da sich die Anbauregelung nur auf die Traubenproduktion bezieht.
2012 wurden die Durchführungsvorschriften für die ökologische/biologische Weinbereitung ergänzt.
Der Begriff „Bio“ ist gesetzlich geschützt und jeder Wein aus biologischem Anbau, der als solches vermarktet und beworben wird, muss deutlich gekennzeichnet sein durch den Hinweis „aus ökologischem Anbau“ oder „aus biologischer Landwirtschaft“ und durch die Bio-Kontrollstelle (namentlich angeführt und/oder die Kontrollnummer). Der Begriff „Biowein“ oder „Ökowein“ ist verpflichtend mit dem EU Bio-Logo am Etikett zu kennzeichnen.

### Biologisch-dynamischer Weinbau

Demeter-Verbandslogo

Der „biologisch-dynamische Weinbau“ ist eine Form der organisch-biologischen Produktionsmethode und der in Teilen auch eine gewisse Weltanschauung zugrunde liegt. Der biologisch-dynamische Weinbau hat seine Ursprünge in der 1924 gehaltenen Vortragsreihe „Geisteswissenschaftliche Grundlagen zum Gedeihen der Landwirtschaft“ von Rudolf Steiner.
Die anthroposophische (oft: „ganzheitliche“) Betrachtung des „biologisch-dynamischen“ Betriebes ist Ziel dieser Produktionsmethode. Diese schließt nur in der historischen Lehre die ganzheitliche Einwirkung okkulter kosmischer Kräfte auf die Organismen ein, erfüllt allerdings auch wesentliche wissenschaftliche Forderungen, um den Weinbau nachhaltiger zu gestalten. Die „biologisch-dynamische“ Produktionsmethode ist seit 1924 Bestandteil des ökologischen Demeter-Anbauverbandes und des heute international geschützten Markenzeichens „Demeter“ (ab 1928) sowie des Markenzeichens „Biodyn“, beide aus dem Umfeld der Anthroposophie.

### Unterschiede in der Artenvielfalt
Die Weingartenbewirtschaftung hat das Ziel, im Ökosystem Weingarten eine möglichst große Artenvielfalt zu erreichen, um die Monokultur der Rebe und deren negative Auswirkungen möglichst abzuschwächen, durch die hohe Zahl verschiedener Arten der Flora und Fauna Nützlinge zu begünstigen bzw. deren Lebensraum zu verbessern und zu erhalten. Biologisch wirtschaftende Betriebe behaupten, dass sie das im Besonderen tun und damit bestimmte Pflanzenschutzbehandlungen reduzieren können. Integriert wirtschaftende Betriebe verwenden auch in dieser Richtung entsprechende Maßnahmen. Unterschiede bei den verschiedenen Produktionsformen konnten bei einer Studie in der Schweiz nicht festgestellt werden. In Weingärten, in denen die Richtlinie für ökologische Produktion eingehalten werden, kommen nicht mehr Tier- und Pflanzenarten vor, als in solchen, die nach den Kriterien der „Integrierten Produktion im Weinbau“ bewirtschaftet werden. In Deutschland (Forschungsanstalt Geisenheim) wurde 2008 und 2009 bei einem Systemvergleich, wobei die integrierte Variante mit einer Gräsermischung und die beiden biologischen Varianten mit einer artenreichen Mischung begrünt waren, ein Unterschied der Bewirtschaftungsvarianten festgestellt. Die Biovarianten zeigen keine Unterschiede im Arthropodenspektrum. Die Bodenbegrünung ist dabei der entscheidende Faktor und wirkt sich auf die Biodiversität im Weinberg und auf das Auftreten von Nützlingen aus. Wo nur möglich wird heute bei allen weinbaulichen Bewirtschaftungsformen eine artenreiche Begrünung ausgesät. Erst der blühende Begrünungsbestand fördert die Arthropodenfauna. Nachteilig dabei ist, dass blühende Pflanzen einen höheren Wasserbedarf haben. Dies kann sich, in den niederschlagsarmen Anbaugebieten, nachteilig auf die Rebstockentwicklung auswirken.

### Nachhaltigkeit im Weinbau
Eine nachhaltige Produktion im engeren Sinn kommt den Bedürfnissen der heutigen Generation nach, ohne die Möglichkeiten künftiger Generationen einzuschränken, ihre eigenen Bedürfnisse zu befriedigen. Eine Nachhaltigkeit im engeren Sinne ist im Weinbau nicht möglich. Der Weinbau ist durch den Einsatz von Pflanzenschutzmitteln, organischen und mineralischen Düngern und hohem Pflegeaufwand mit Maschineneinsatz eine sehr intensive Form der Landwirtschaft. Sie verursacht einen hohen fossilen Energie- und bei Bewässerung auch Wasseraufwand. Der Weinbau ist definitorisch daher nicht nachhaltig. Aus ethischer Perspektive kommt erschwerend hinzu, dass fossile Ressourcen und Pestizide nicht für ein Nahrungs-, sondern für ein Genussmittel aufgewendet werden.
Allerdings kann der Weinbau auf einer gedachten Skala nachhaltiger oder weniger nachhaltig ausgerichtet sein. Ziel eines nachhaltigeren Weinbaus ist eine möglichst ressourcenschonende und emissionsarme Produktion. Bei ganzheitlicher Betrachtung gehören zu einem nachhaltigeren Weinbau auch die anschließenden Verarbeitungs- und Vertriebsketten und schließlich auch die Konsumenten.
Mit Ende der 1980er-Jahre wurde durch die verstärkte Umsetzung der nützlings- und umweltschonenden Produktionsmethoden, wie dem „Integrierte Weinbau“, dem „Organisch-biologischen Weinbau“ und dem „Biologisch-dynamischen Weinbau“ in den Weingärten bereits mit einer nachhaltigeren Produktion begonnen. Die weinbaulichen Produktionsmethoden sind keine statischen Methoden, sondern befinden sich in ständiger Weiterentwicklung.
Weitere Maßnahmen zur Verbesserung der Nachhaltigkeit wurden in Pilotprojekten versucht: Beispiele sind etwa die Kombination mit einer Wertholzproduktion. Auch der Einsatz von Schafen im Weinbau bzw. Weinberg wäre ein praktikables Doppelnutzungssystem und würde die Flächennutzungseffizienz und Biodiversität steigern. Allerdings bestehen bei Pestizideinsatz nicht tolerable tiermedizinische Risiken und Forschungslücken, die dieses Nutzungssystem zeitlich-räumlich stark einschränken. Sehr positive Ergebnisse kann die Einsaat heimischer Wildkräuter für den Artenschutz generieren.

### CO2-Fußabdruck
Die globale Erwärmung und die Auswirkungen auf den Weinbau bedürfen einer Anpassung bei der Produktion. Die Produktion sollte ihrerseits die verschiedenen Emittenten von Treibhausgasen berücksichtigen und reduzieren. In mehreren Ländern beschäftigt man sich bereits mit diesem Problem und erfasst in Modellregionen die Zusammenhänge und den CO2-Fußabdruck (englisch carbon footprint).

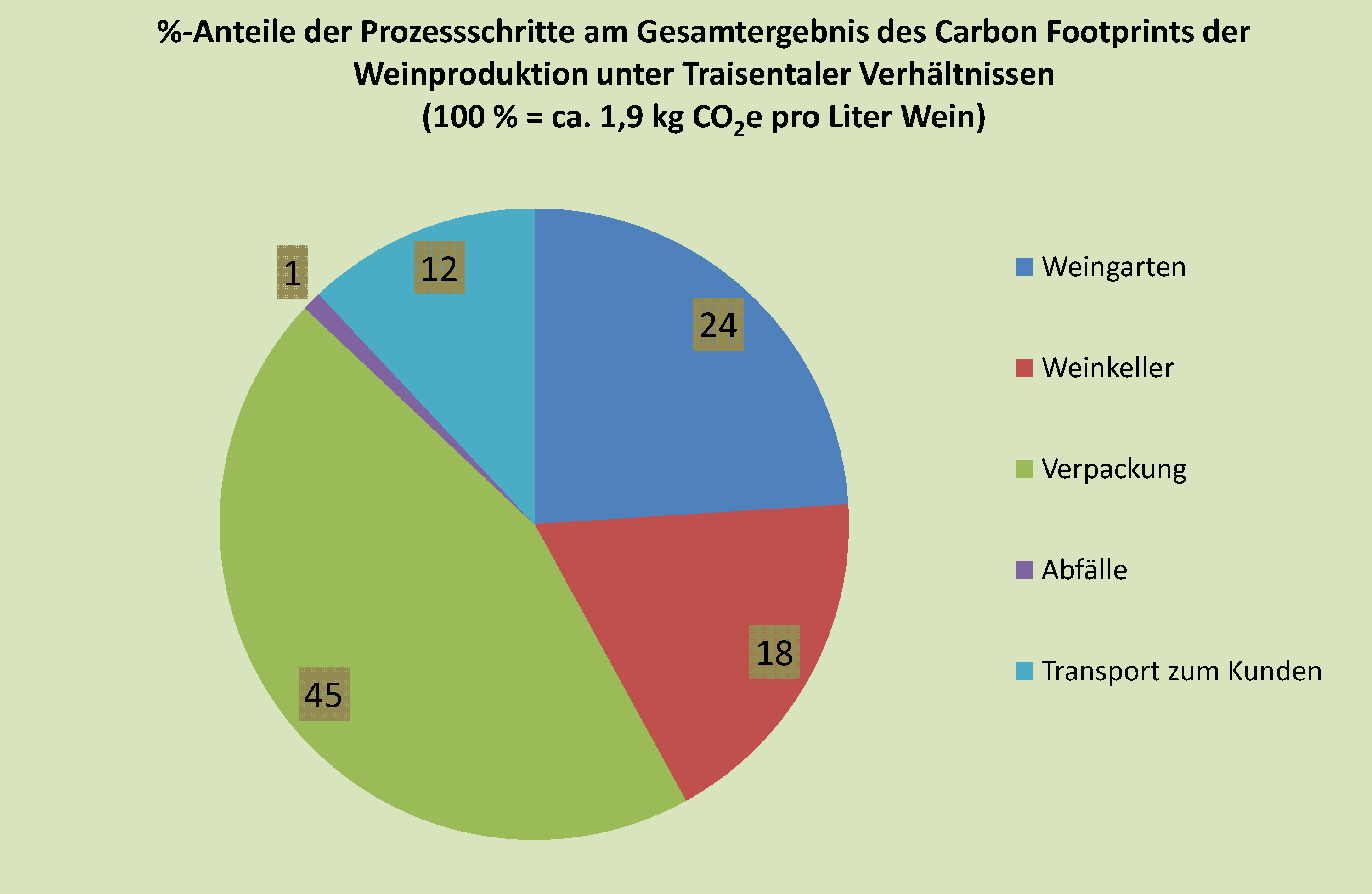
Prozentuale Darstellung der CO₂-Fußabdruckanalyse im Traisental. Wegen der Verschiedenartigkeit der Betriebe ergibt sich eine Standardabweichung von ±56 %.

Bei einem Projekt im Traisental wurde die Prozesskette analysiert und auf Grund der Ergebnisse jene Bereiche identifiziert, die den größten Einfluss auf den CO2-Fußabdruck hatten. Als funktionelle Einheit wurde 1 Liter Wein festgelegt. Die Untersuchung umfasste die Prozessschritte Weingarten, Weinerzeugung, Verpackung, Abfälle und Vertrieb. Im Laufe der Traubenproduktion im Weingarten, der Weinherstellung im Keller inklusive Abfälle und der Abfüllung eines durchschnittlichen Weines werden bis zum Verlassen des Weinkellers rund 1,7 kg CO2 emittiert. Für den Transport zum Verbraucher kommen noch rund 0,2 kg CO2 pro Liter dazu.
Das Ergebnis der Gesamtanalyse hat ergeben, dass pro Hektar Weingarten durchschnittlich 2,4 t CO2-Äquivalente emittiert werden. Von dieser Menge stammen rund drei Viertel aus den indirekten Treibhausgas-Emissionen sowie den Verbrennungsemissionen und ein Viertel aus Bodenemissionen. Einsparungen sind praktisch in allen Betrieben möglich.
Die größten Einsparungsmöglichkeiten im Weingarten sind:
- Bodenschonende Bodenbearbeitung durch Minimierung der Anzahl der mechanischen Bodenbearbeitungsgänge zur Erhöhung der Kohlenstoffsenken-Funktion der Weingartenböden,
- Nutzung organischer Dünger und sparsamer Umgang, idealerweise Beendigung der Gabe von mineralischem Stickstoffdünger, für dessen Herstellung viel Energie benötigt wird,
- Nutzung von Pflanzenschutz-Warnmodellen zur Optimierung des Einsatzes von Pflanzenschutzmitteln zur Verbesserung der Effektivität der Maßnahmen,
- Pflanzung von pilzwiderstandsfähigen Sorten, die weniger Spritzmitteleinsatz erfordern,
- prinzipiell möglichst wenige Überfahrten für die Bearbeitung.

Im Keller verursacht die Verpackung den größten Anteil zur Gesamtemission. Überragenden Anteil hat die Herstellung der Glasflasche. Glasflaschen sind insbesondere dann problematisch, wenn keine Mehrwegsystem realisiert ist, was noch die Regel ist. Alternative Weinverpackungen sind diesbezüglich deutlich besser zu bewerten (z. B.: Bag-in-Box).

### Ausbildungsmöglichkeiten für Weinbau und Kellerwirtschaft
Die Ausbildungsmöglichkeiten im Weinbau und der Kellerwirtschaft kann in den angeführten deutschsprachigen Ländern in Landwirtschaftlichen Fachschulen (Weinbauschulen), Fachmittelschulen sowie Fachhochschulen und an Universitäten erfolgen.

### Deutschland
Baden-Württemberg
- Universität Hohenheim
- Hochschule Heilbronn
- Staatliche Lehr- und Versuchsanstalt für Wein- und Obstbau Weinsberg[38]

Bayern
- Bayerische Landesanstalt für Weinbau und Gartenbau

Hessen
- Hochschule Geisenheim University gemeinsam mit der Forschungsanstalt Geisenheim

Rheinland-Pfalz
- Weincampus Neustadt
- Weinbauausbildung am Dienstleistungszentrum Ländlicher Raum Rheinpfalz, Mußbach – Neustadt an der Weinstraße[39]
- DLR Dienstleistungszentrum Ländlicher Raum[40]
- Fachhochschule – Weinbau[41]
- Deutsche Weinakademie

### Schweiz
- Bereich Weinbau an der Hochschule Wädenswil[42]
- École d’ingénieurs de Changins mit Studienrichtung Oenologie[43]

### Österreich
Wien

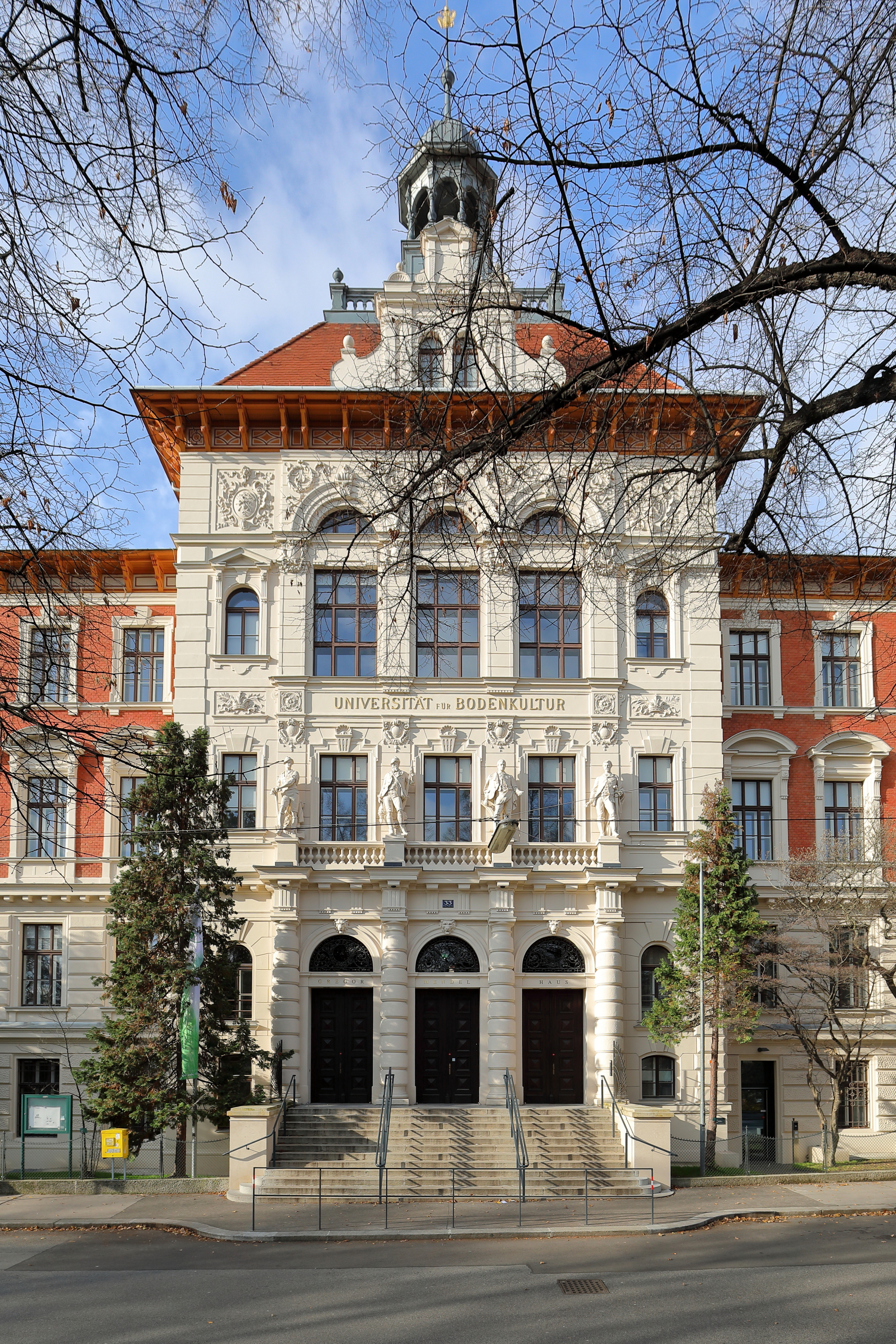
Das Mendel-Haus 2016

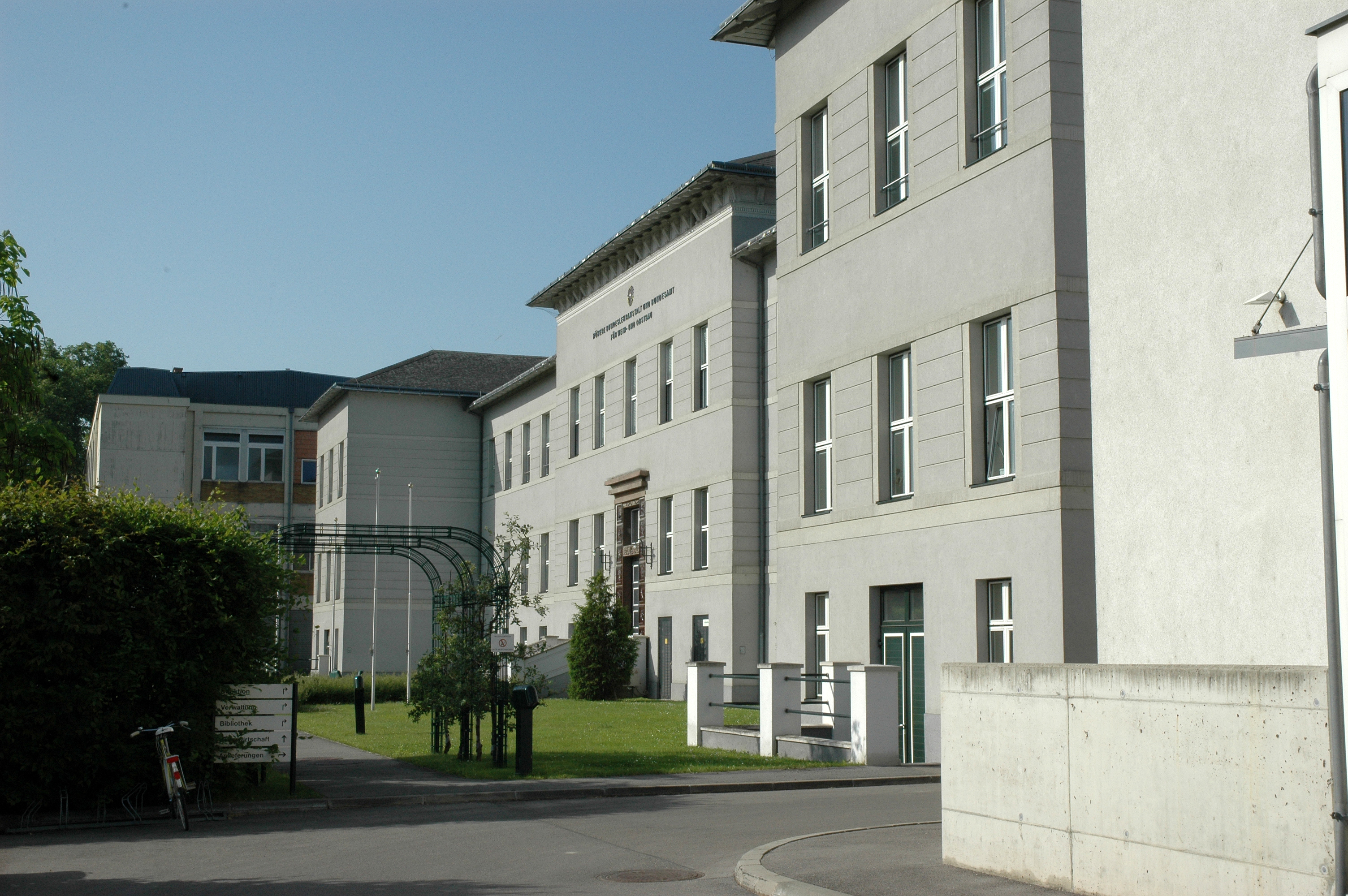
Höhere Bundeslehranstalt und Bundesamt für Wein- und Obstbau, Klosterneuburg

- Universität für Bodenkultur,[44] Studium in Weinbau, Önologie und Weinwirtschaft

Niederösterreich
- Höhere Bundeslehranstalt und Bundesamt für Wein- und Obstbau[45]
- Weinbauschule und Weinmanagement Krems[46]
- Landwirtschaftliche Fachschule und AGRO-HAK Mistelbach[47]
- Landwirtschaftliche Fachschule Hollabrunn[48]

Burgenland
- Fachhochschulstudiengänge Burgenland[49]
- Fachschule Eisenstadt[50]
- Master of Wine
- Weinakademie Österreich[51] in Rust und Außenstelle in Krems an der Donau

Steiermark
- Weinbauschule Silberberg[52]

### Italien
Südtirol
- Fachschule für Obst-, Wein- und Gartenbau Laimburg[53]
- Fach Oberschule für Landwirtschaft in Auer[54]

### Weinbau allgemein
- Karl Bauer, Ferdinand Regner, Barbara Friedrich: Weinbau. 12. aktualisierte Auflage. avBuch, Wien 2018, ISBN 978-3-8404-8503-9.
- Edgar Müller, Hans-Peter Lipps, Oswald Walg: Weinbau. 3. Auflage. Eugen Ulmer, 2008, ISBN 978-3-8001-1241-8.
- Oswald Walg: Taschenbuch der Weinbautechnik. 2. Auflage. Fachverlag Fraund, 2007, ISBN 978-3-921156-78-0.
- Karl Bauer, Rudolf Fox, Bernd Ziegler: Moderne Bodenpflege im Weinbau. Eugen Ulmer und Österreichischer Agrarverlag, 2004, ISBN 3-7040-2009-5, D ISBN 3-8001-4608-8.
- Dieter Hoppmann: Terroir, Wetter – Klima – Boden. Verlag Ulmer, Stuttgart 2010, ISBN 978-3-8001-5317-6.
- Michael Matheus: Historische Dimensionen des Weinbaus. In: Vom Wein zum Wörterbuch – Ein Fachwörterbuch in Arbeit. Beiträge des Internationalen Kolloquiums im Institut für pfälzische Geschichte und Volkskunde in Kaiserslautern, 8./9. März 2002 (Akademie der Wissenschaften und der Literatur, Abhandlungen der Geistes- und sozialwissenschaftlichen Klasse, Einzelveröffentlichungen Nr. 10), hrsg. von M. Besse, W. Haubrichs und R. Puhl, Stuttgart 2004, S. 237–273, ISBN 978-3515086059, Online.

### Rebsorten
- Hans Ambrosi, Bernd H. E. Hill, Erika Maul, Erst H. Rühl, Joachim Schmid, Fritz Schuhmann: Farbatlas Rebsorten. 3. Auflage. Eugen Ulmer, 2011, ISBN 978-3-8001-5957-4.

### Krankheiten, Schädlinge, Nützlinge
- Horst Diedrich Mohr: Farbatlas Krankheiten, Schädlinge und Nützlinge an der Weinrebe. Eugen Ulmer, 2005, ISBN 3-8001-4148-5.
- Helga Reisenzein, Friedrich Polesny, Erhard Höbaus: Krankheiten, Schädlinge und Nützlinge im Weinbau. 5. Auflage. Österreichischer Agrarverlag, Wien 2008, ISBN 978-3-7040-2319-3.
- Blümel, Fischer-Colbrie, Höbaus: Nützlinge. Österreichischer Agrarverlag, Wien 2006, ISBN 3-7040-2182-2.

### Biologischer Weinbau
- Ilse Maier: Praxisbuch Bioweinbau. Österreichischer Agrarverlag, Wien 2005, ISBN 3-7040-2090-7.
- Uwe Hofmann, Paulin Köpfer, Arndt Werner: Ökologischer Weinbau. Eugen Ulmer, 1995, ISBN 3-8001-5712-8.

### Weinbaulexika
- Jancis Robinson: Das Oxford Weinlexikon. 3. Auflage. Hallwag, 2006, ISBN 3-8338-0691-5.
- Wörterbuch der deutschen Winzersprache